# 卡洛·伯伽米尼級巡防艦 (2011年)
卡洛·伯伽米尼級巡防艦（義大利語：Fregate Classe Bergamini），為義大利海軍版本的歐洲多用途巡防艦（義大利語：Fregata Europea Multi Missione，FREMM），為法國和意大利兩國繼地平線級驅逐艦後又一合作的軍艦，並且以歐洲為名推出。

## 歷史沿革
地平線級驅逐艦研發成功後，義大利方面也有包括狼級巡防艦、西北風級巡防艦等艦需汰換；而法國開始展開研發多任務巡防艦（Multi- Mission Frigate，FMM）的工作，以替換喬治·萊格級驅逐艦、卡沙級驅逐艦等。2001年底至2002年初，法國海軍造船局（DCN）研究雙方造艦需求，發現義大利有許多需求與FMM相似，隨後，法國和義大利義兩國國防部長提出共同發展FREMM的商議，遂於同年11月7日發表造艦計劃聯合公報，而計劃名稱亦改為歐洲多用途巡防艦（Fregates Europeennes Multi-Missions，FREMM) FREMM的功能定位於2003年完成，2004年10月25日雙方批准後正式進行研發工作，法國方面的主要承造單位為法國海軍造船廠（DCNS）的洛里昂海軍船廠（Lorient Naval Dockyard），義大利方面則由芬坎蒂尼集團的特里戈索·里奧造船廠擔綱。
米尼級總計建造12艘，分為通用型與反潛型，2006年5月簽署首批米尼級的建造合約，首艦通用型原預定2010年交付，2008年2月訂購第二批，原計畫首批米尼級在2012與2013年交艦、而第二批在2014~2017年間以每年1艘的速率交付、2018與2019年交付第三批的2艘，2020與2021年交付第四批2艘，總預算約58億歐元，但首艦延遲到2013年5月交付，較原訂推延1年。
2013年5月左右，義大利海軍司令朱塞佩·德·吉奧吉上將表示由於財政困難，未來計劃裁編海軍，米尼級的數量則減為6艘，轉而把資源挹注在建造約3500到4000噸的多用途巡防艦上，但2014年的國防預算仍編列了第7、8艘共2艘通用型的預算並在2013年9月簽約，2014年6月18日授權建造第9、10艘米尼級，並在2015年4月16日簽署約7.64億歐元的合約，2020年代初期交付。
義大利海軍2023年決定再增購兩艘，預計在2029年至2031年期間完成交付，命名為FREMM EVO（Evolution）。

## 外銷
2015年版的澳洲國防白皮書中提到計畫建造9艘SEA 5000。法國與義大利都以各自的歐洲多用途巡防艦設計投標。法國、義大利兩國的提案都能整合澳洲的CEA FAR2相位陣列雷達系統。義大利對SEA 5000提案的編制人數167~200人。2016年4月下旬，澳大利亞公布SEA 5000等未來主要造艦計畫的範疇，而義大利版的米尼級進入評估程序決選。依照2016年4月初的消息，義大利芬坎蒂尼集團聲稱其反潛型的規格最符合需求，不過艦砲會改成Mk 45艦砲（義大利通用型使用奧托布雷達127公釐艦炮64倍徑艦砲），亦會換裝為美國或澳洲製的作戰裝備。

### 美國
2020年4月30日，美國海軍宣佈FFG(X) 巡防艦由芬坎蒂尼集團得標。最終設計將參照歐洲多用途巡防艦，並由威斯康辛州的Marinette Marine造船廠建造。該艦的配備將以既有的配備為主，比如EASR雷達、基線10型神盾戰鬥系統、Mark 41垂直發射系統等已經在其他軍艦上使用並驗證過的裝備。其目的是加速新巡防艦的設計與建造，並可和其他船艦共用零件，也減少人員訓練的問題。

### 埃及
據《Defense World》報導，埃及2020年8月底與義大利簽署價值近12億歐元合約，採購2艘卡洛·伯伽米尼級多用途巡防艦（FREMM Bergamini-class），此2艘巡防艦為原訂交付義大利海軍的9號與10號艦，並可能還會再另外購買2艘。埃及海軍在2020年結束時收到首艘巡防艦，另艘則在2021年4月接收。

### 印尼
2021年6月10日，印尼向義大利芬坎蒂尼集團簽約訂購6艘。

## 版本
- 反潛型（Anti Submarine Warfare--ASW）
- 通用型（General Perpose--GP）
- 進化型(Evolution--EVO)

## 同级舰
|          |            | 新型FFM                           | 最上級                                      | 054A型                           | 054B型                         | 卡洛·伯伽米尼級                       | 戈爾什科夫級                          | 31型                         |
| -------- | ---------- | --------------------------------- | ------------------------------------------- | -------------------------------- | ------------------------------ | ------------------------------------- | ------------------------------------- | ---------------------------- |
| 船体     | 満載排水量 | 6,200 吨                          | 5,500 吨                                    | 4,100 吨                         | 5,500 吨                       | 6,700 吨                              | 5,400 吨                              | 5,700 吨                     |
| 船体     | 全長       | 142.0 米                          | 133.0 米                                    | 134.1 米                         | 150.0 米                       | 142.0 米                              | 135.0 米                              | 138.7 米                     |
| 船体     | 全宽       | 17.4 米                           | 16.3 米                                     | 16.0 米                          | 16.8 米                        | 19.4 米                               | 16.0 米                               | 未公开                       |
| 动力     | 方式       | CODAG                             | CODAG                                       | CODAD                            | CODAD                          | CODLAG                                | CODAG                                 | CODAD                        |
| 动力     | 功率       | 未知                              | 70,000 匹马力                               | 27,800 匹马力                    | 39,050 匹马力                  | 43,500 匹马力                         | 55,000 匹马力                         | 未公开                       |
| 动力     | 速度       | 30 节                             | 30 节                                       | 27 节                            | 28 节                          | 27 节                                 | 29-30 节                              | 28 节                        |
| 武器装备 | 火炮       | 62倍徑5英寸（Mk 45 mod4）舰炮 × 1 | 62倍徑5英寸（Mk 45 mod4）舰炮 × 1           | 76毫米舰炮 × 1                   | 100毫米舰炮 × 1                | 64倍徑127毫米舰炮 × 1                 | A-192 130mm舰炮 × 1                   | 博福斯57毫米速射炮 × 1       |
| 武器装备 | 火炮       | 62倍徑5英寸（Mk 45 mod4）舰炮 × 1 | 62倍徑5英寸（Mk 45 mod4）舰炮 × 1           | 76毫米舰炮 × 1                   | 100毫米舰炮 × 1                | 奥托梅莱拉76毫米舰炮 × 1              | A-192 130mm舰炮 × 1                   | 博福斯70式40毫米口径机炮 × 1 |
| 武器装备 | 火炮       | 未知                              | 水面舰艇用机枪（遥控型） × 2                | 1130舰炮×2                       | 1130舰炮×1                     | 80倍徑25mm機炮×2                      | 匕首近迫武器系統×2                    | 7.62mm机关枪×8挺             |
| 武器装备 | 导弹       | Mk.41 VLS×32联装                  | Mk.41 VLS×16联装 （07型垂直发射鱼雷掷弹筒） | VLS×32联装 （HQ-16）             | VLS×32联装 （HQ-16FE）         | Sylver垂發×16联装 （阿斯特导弹15/30） | 3K96 VLS×32联装 （9M96E2-1/E、9M110） | VLS×32联装 （MK41）          |
| 武器装备 | 导弹       | SeaRAM 11联装×1                   | SeaRAM 11联装×1                             | VLS×32联装 （HQ-16）             | 24联装红旗-10                  | Sylver垂發×16联装 （阿斯特导弹15/30） | 3K96 VLS×32联装 （9M96E2-1/E、9M110） | VLS×32联装 （MK41）          |
| 武器装备 | 导弹       | 17式反舰导弹 4联装×2              | 17式反舰导弹 4联装×2                        | 鹰击83 4联装×2                   | 鹰击83 4联装×2                 | 奥托玛特（导弹） 4联装×4              | 3S14_UKSK×16联装 （P-800、3M-54）     | Mk.41 VLS （巡航导弹・SSM）  |
| 武器装备 | 水雷       | 324mm3联装魚雷管×2                | 324mm3联装魚雷管×2                          | 3200A型6管反潜火箭深弹发射装置×2 | 3联装7424型324毫米鱼雷发射器×2 | ―                                     | ―                                     | ―                            |
| 艦載機   | 艦載機     | SH-60K×1                          | SH-60K×1                                    | 直-9 / 卡-28×1                   | 直-20F×1                       | NFH90×1                               | 卡-27×1                               | AW159野貓直昇機 / AW101×1    |
| 同型艦数 | 同型艦数   | 12艘预订                          | 6艘/12艘预订 （4艘舾装中、2艘计划中）       | 40艘/50艘预订                    | 2艘/6艘预订                    | 20艘预订                              | 3艘 / 15艘预订 （5艘建造中）          | 10艘预订 （2艘建造中）       |

1. ↑  反潜型装备了通用型火炮，用一门76毫米火炮和两门62倍徑76毫米单管火炮取代了127毫米火炮。
2. ↑  后来装备到8号船。
3. ↑  通用型设备，Teseo 和 Milas 各两套反潜型设备
4. ↑  日后安装的设备
5. ↑  意大利海军共訂購12艘通用型和反潜型，埃及海军有2艘通用型，印尼海軍訂購6艘。

## 同型艦
義大利海軍建造14艘，2艘先行轉售予埃及。
 意大利海军
| 舷號 | 版本    | 角色     | 艦名                                      | 開工日期       | 下水日期       | 服役時間                                    | 母港                                        |
| ---- | ------- | -------- | ----------------------------------------- | -------------- | -------------- | ------------------------------------------- | ------------------------------------------- |
| F590 | IT‑GP   | 通用     | 卡洛·伯伽米尼號 Carlo Bergamini           | 2008年2月4日   | 2011年7月16日  | 2013年5月29日                               | 塔蘭托港                                    |
| F591 | IT‑ASW  | 反潛     | 維吉尼奧·法森號 Virginio Fasan            | 2009年5月12日  | 2012年3月31日  | 2013年12月29日                              | 拉斯佩齐亚港                                |
| F592 | IT‑ASW  | 反潛     | 卡爾·馬爾戈提尼號 Carlo Margottini        | 2010年4月21日  | 2013年6月29日  | 2014年2月27日                               | 拉斯佩齐亚港                                |
| F593 | IT‑ASW  | 反潛     | 憲兵號 Carabiniere                        | 2011年4月6日   | 2014年3月29日  | 2015年4月28日                               | 塔蘭托港                                    |
| F594 | IT‑ASW  | 反潛     | 阿爾皮諾號 Alpino                         | 2012年2月23日  | 2014年12月13日 | 2016年9月30日                               | 塔蘭托港                                    |
| F595 | IT‑GP   | 通用     | 路易吉·里佐號 Luigi Rizzo                 | 2013年3月5日   | 2015年12月19日 | 2017年4月20日                               | 拉斯佩齊亞港                                |
| F596 | IT‑GP   | 通用     | 費德里科·馬爾蒂尼戈號 Federico Martinengo | 2014年6月5日   | 2017年3月4日   | 2018年4月24日                               | 塔蘭托港                                    |
| F597 | IT‑GP   | 通用     | 安東尼奧·馬塞利亞號 Antonio Marceglia     | 2015年7月12日  | 2018年2月3日   | 2019年4月16日                               | 塔蘭托港                                    |
| F598 | IT‑GP   | 通用     | ex-Spartaco Schergat                      | 2017年2月      | 2019年1月26日  | 轉售予埃及並更名為加拉拉號，2020年12月交付  | 轉售予埃及並更名為加拉拉號，2020年12月交付  |
| F599 | IT‑GP   | 通用     | ex-Emilio Bianchi                         | 2018年1月      | 2020年1月25日  | 轉售予埃及並更名為貝爾尼斯號，2021年4月交付 | 轉售予埃及並更名為貝爾尼斯號，2021年4月交付 |
| F598 | IT-GP-e | 通用反潛 | Spartaco Schergat                         | 2021年2月25日  | 2023年11月24日 | 2025年4月15日                               | 拉斯佩齊亞港                                |
| F599 | IT-GP-e | 通用反潛 | Emilio Bianchi                            | 2021年10月12日 | 2024年5月24日  |                                             |                                             |
|      | IT-EVO  | 通用反潛 |                                           | 2025年4月3日   |                | 預計2029年                                  |                                             |
|      | IT-EVO  | 通用反潛 |                                           |                |                | 預計2031年                                  |                                             |

 埃及
| 舷號     | 版本  | 角色 | 艦名                                                      | 開工日期  | 下水日期      | 服役時間       | 母港       |
| -------- | ----- | ---- | --------------------------------------------------------- | --------- | ------------- | -------------- | ---------- |
| FFG-1002 | IT-GP | 通用 | 加拉拉號 Al Galala (原義大利海軍F598 Spartico Schergat號) | 2017年2月 | 2019年1月26日 | 2020年12月23日 | 亞歷山大港 |
| FFG-1003 | IT-GP | 通用 | 貝爾尼斯號 Bernees (原義大利海軍F599 Emilio Bianchi號)    | 2018年1月 | 2020年12月5日 | 2021年4月13日  | 亞歷山大港 |

## 備註
1. ↑  通用型與反潛型各1艘，米尼號在2008年2月4日於特里戈索·里奧造船廠（英语：Cantiere navale di Riva Trigoso）切割首塊鋼板，2011年7月16日下水 ，同年10月上旬展開試航工作，2013年5月29日交付
2. ↑  反潛型3艘、通用型1艘

## 圖庫

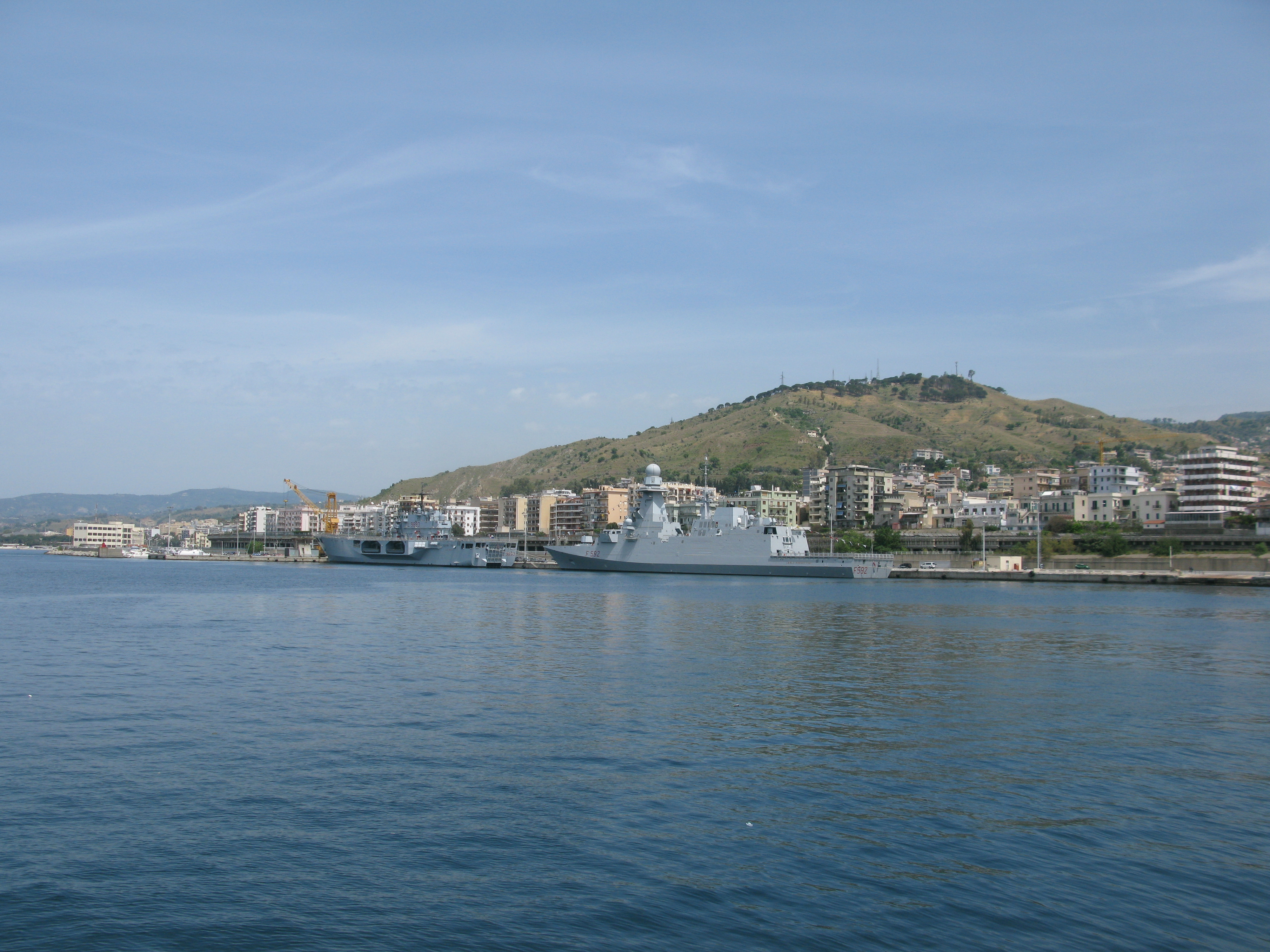
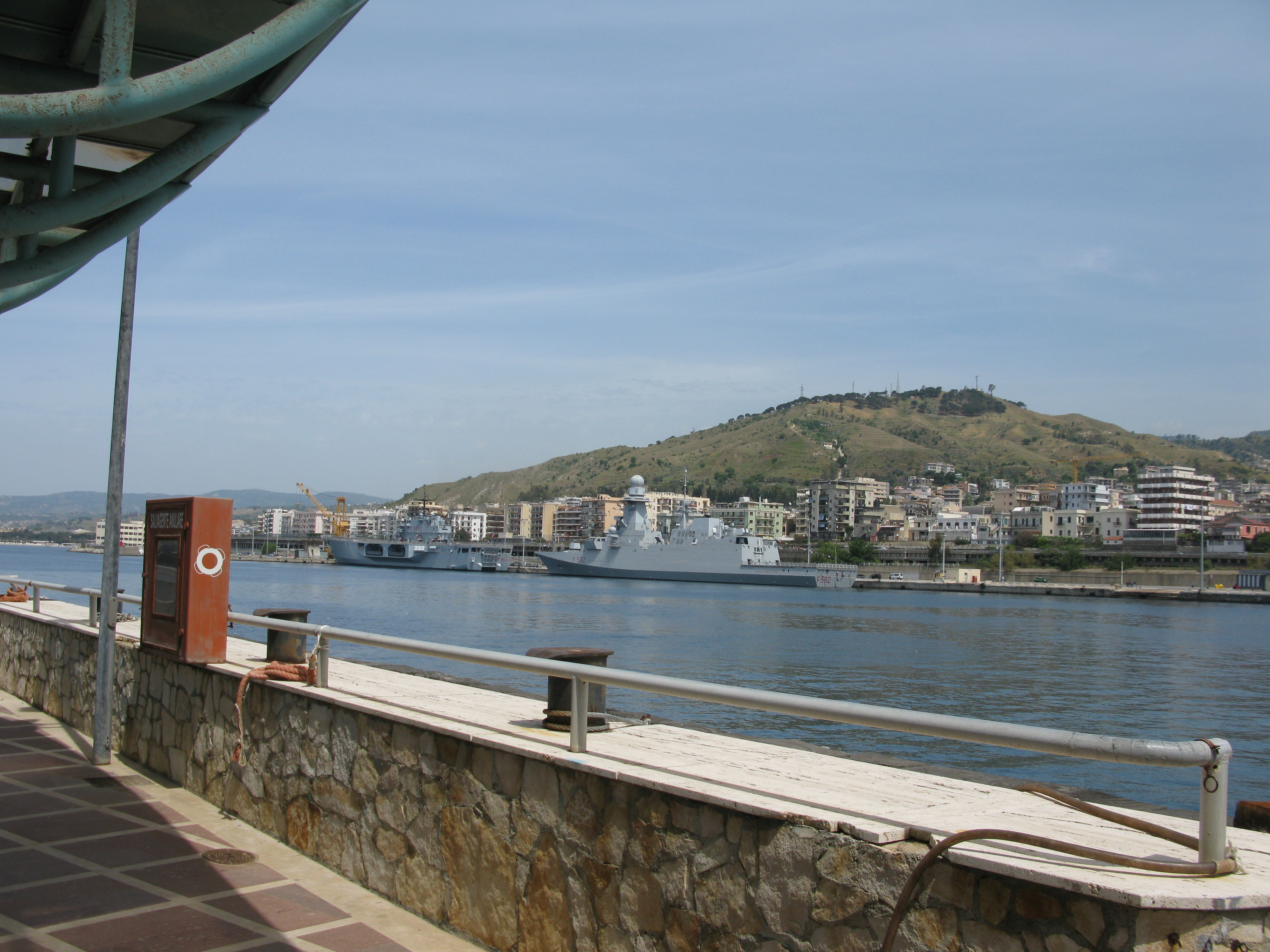
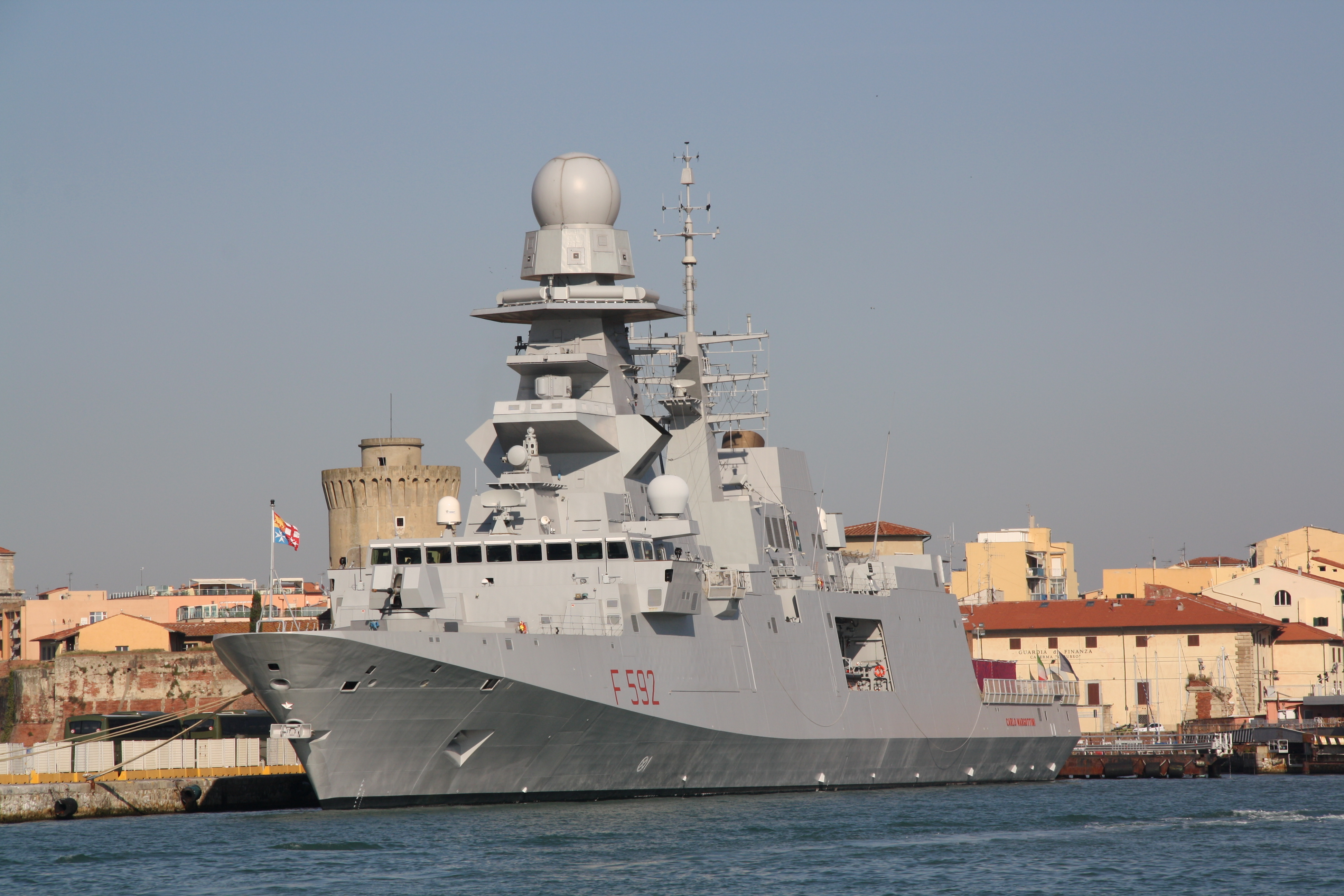
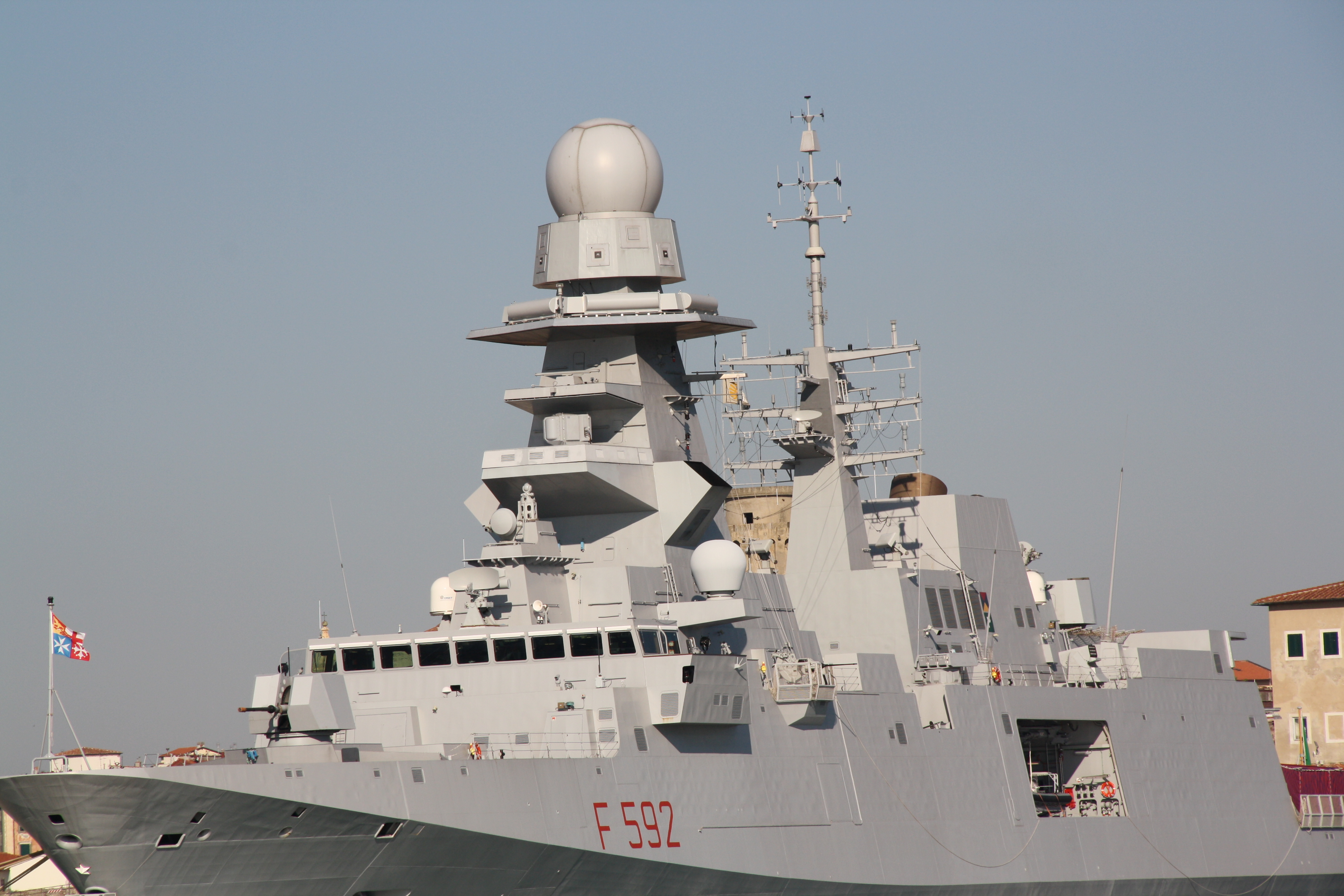
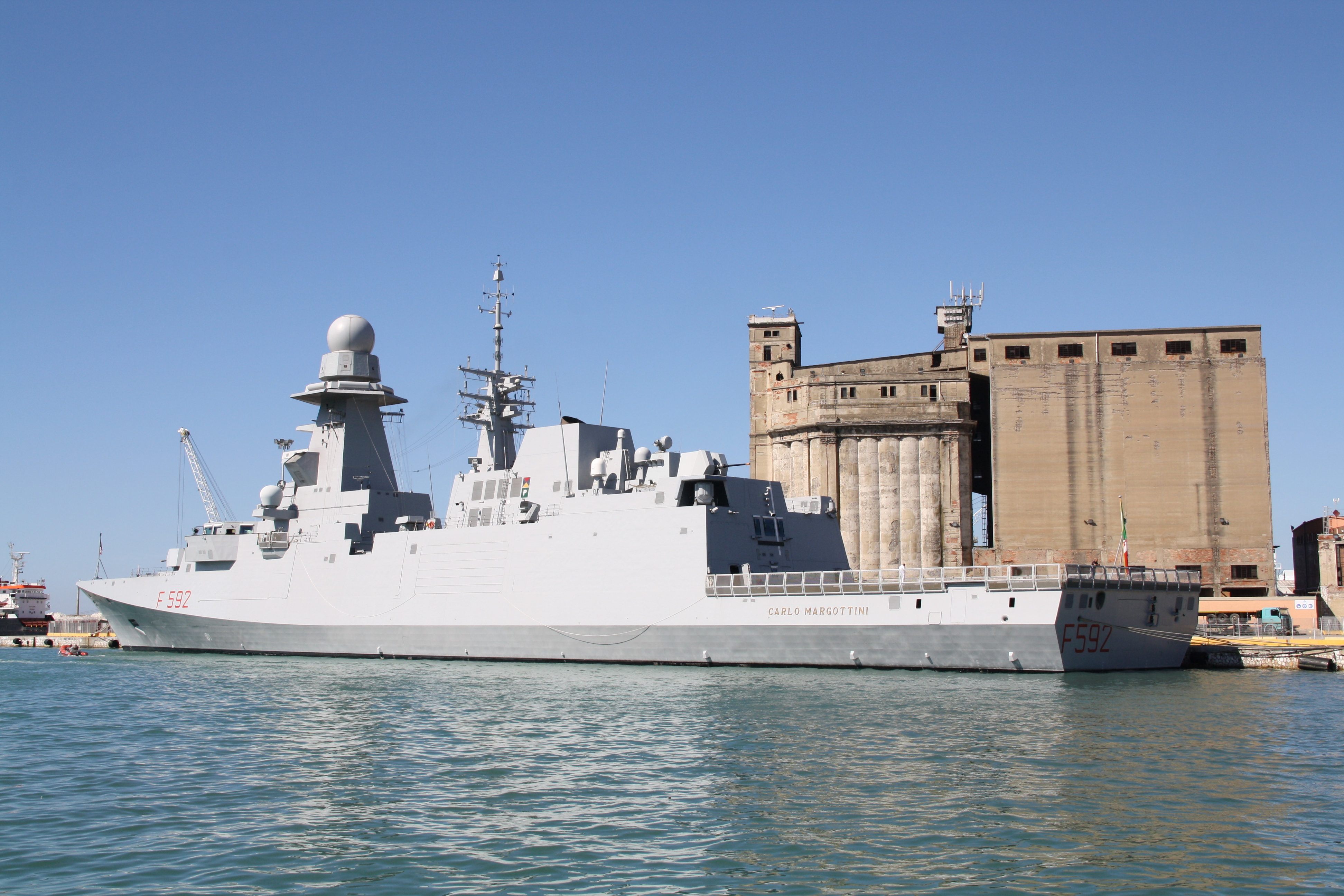
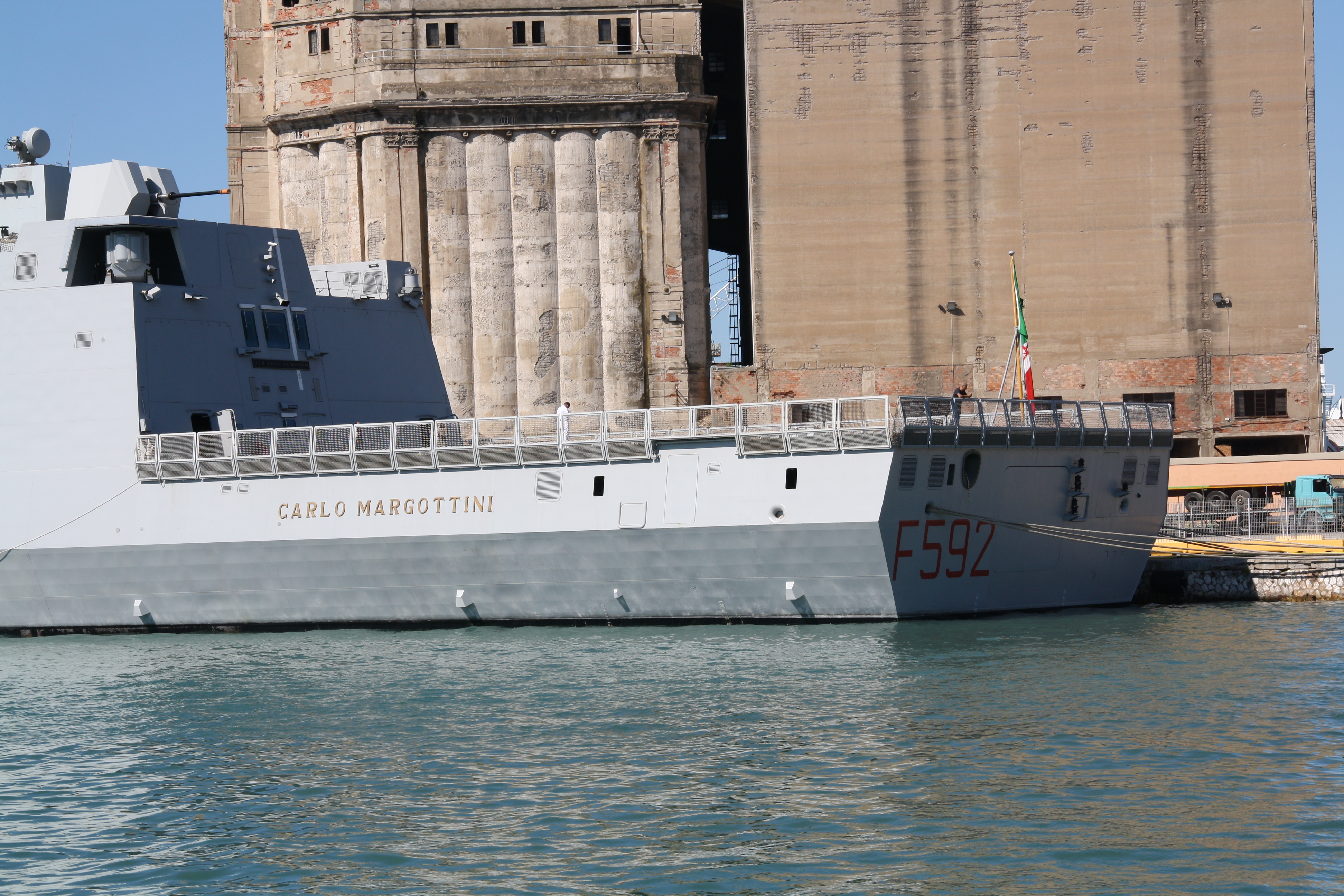
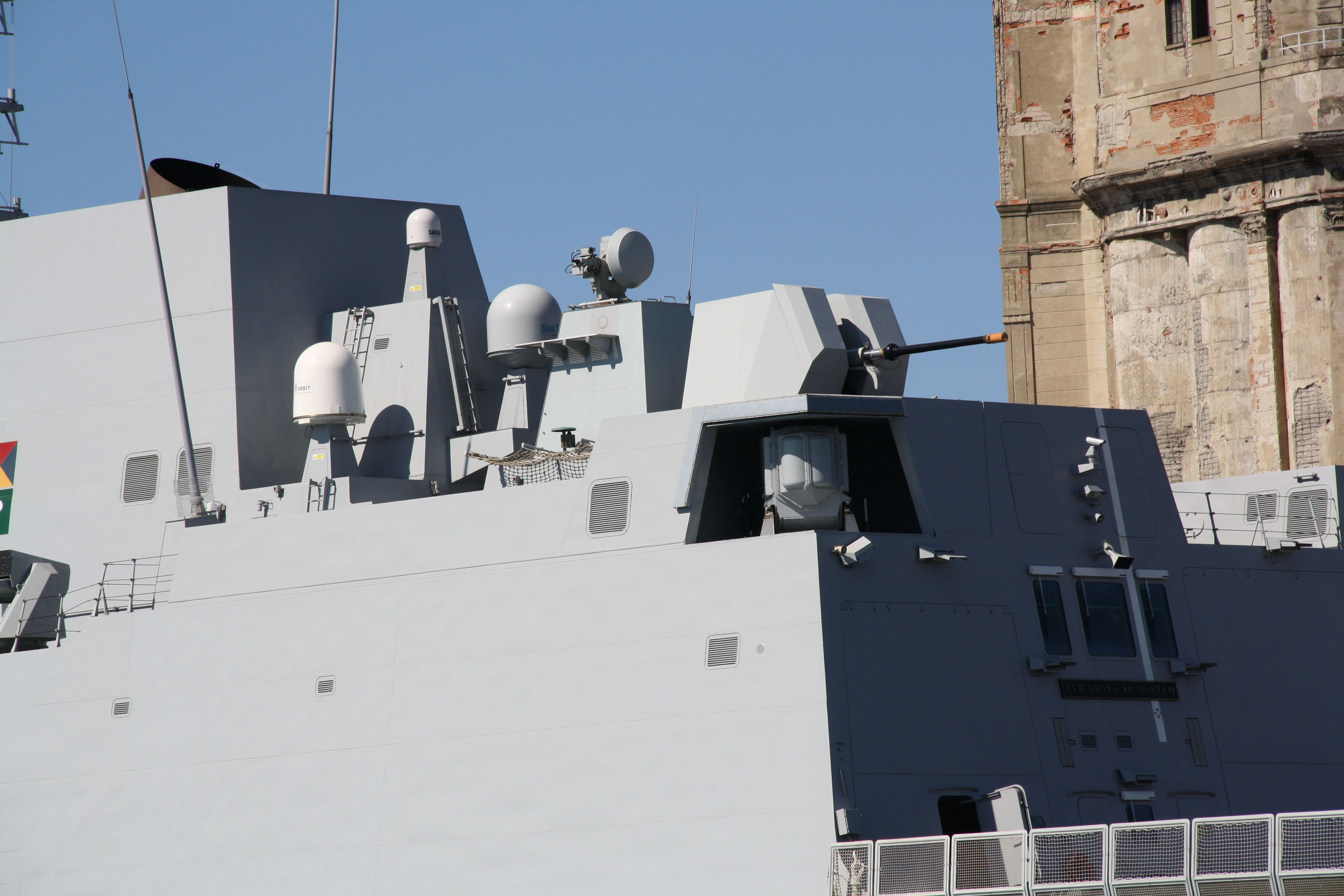
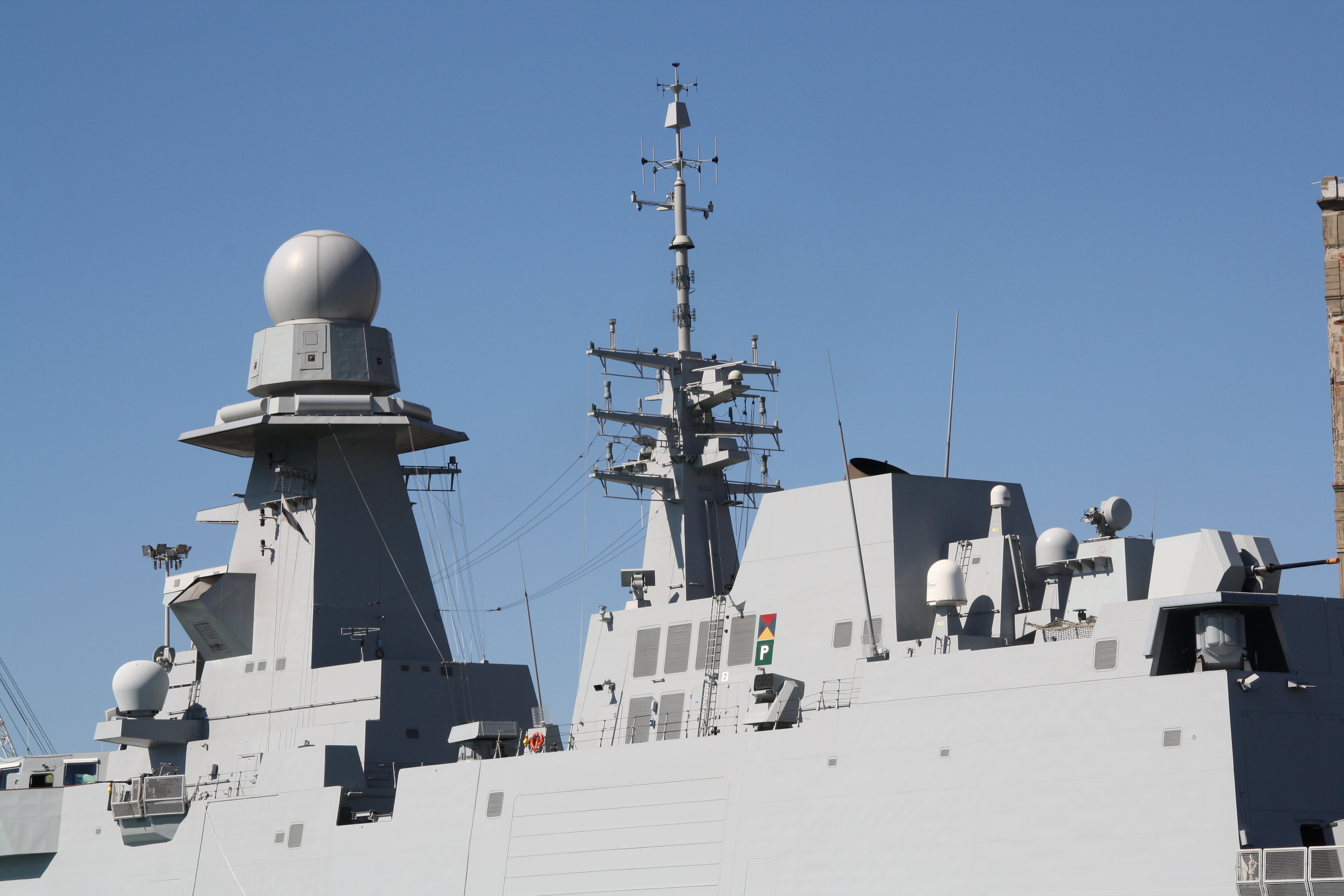
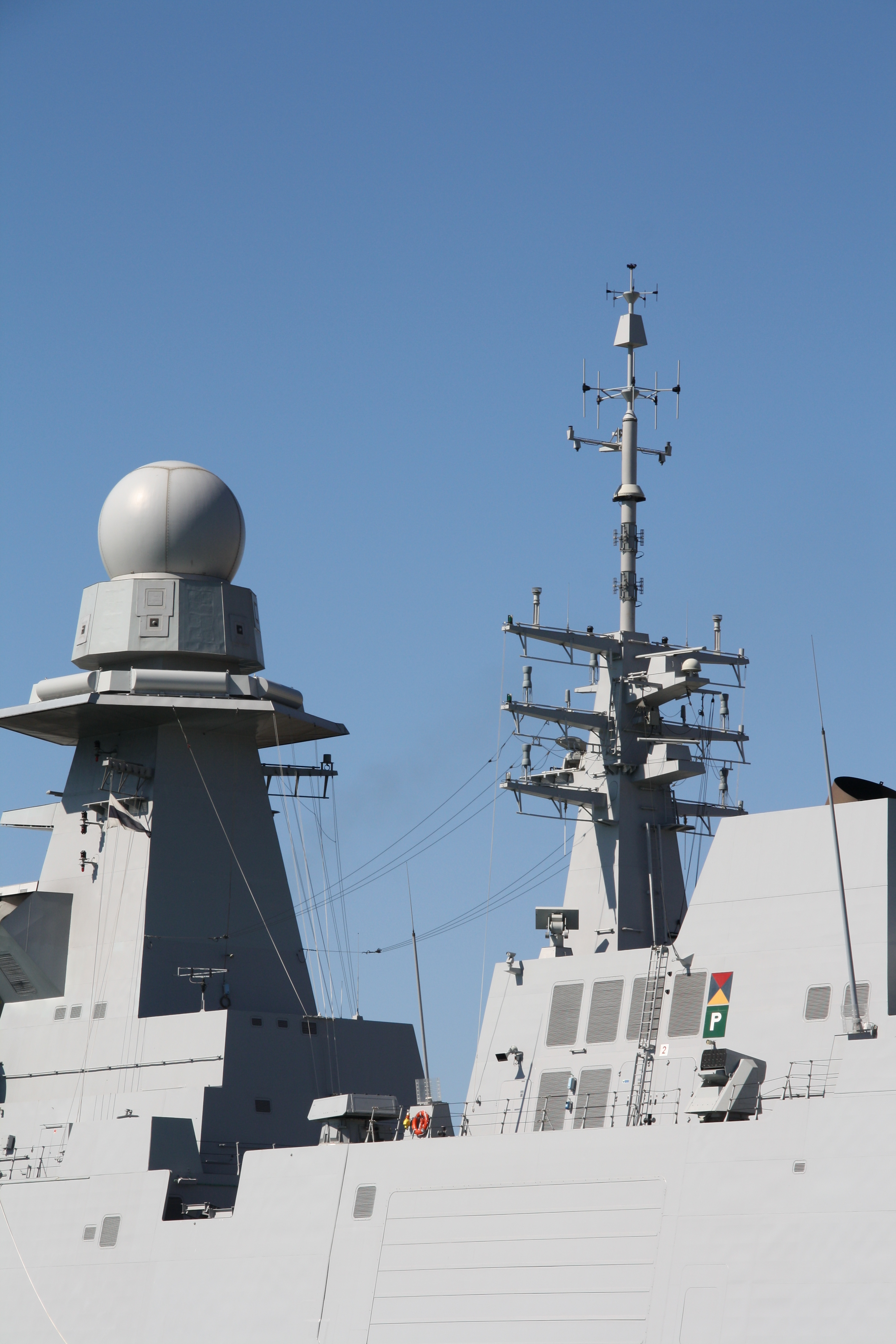
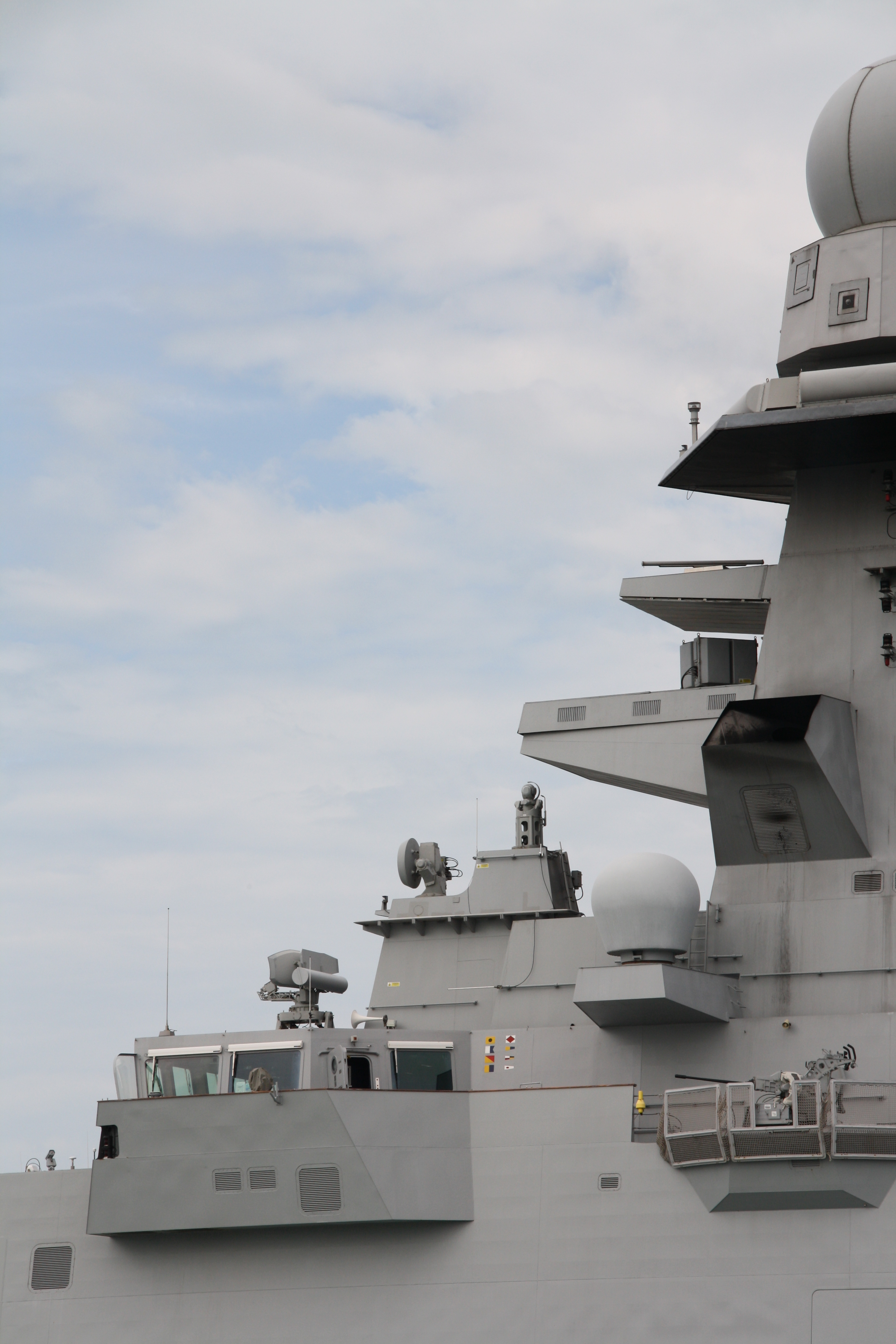
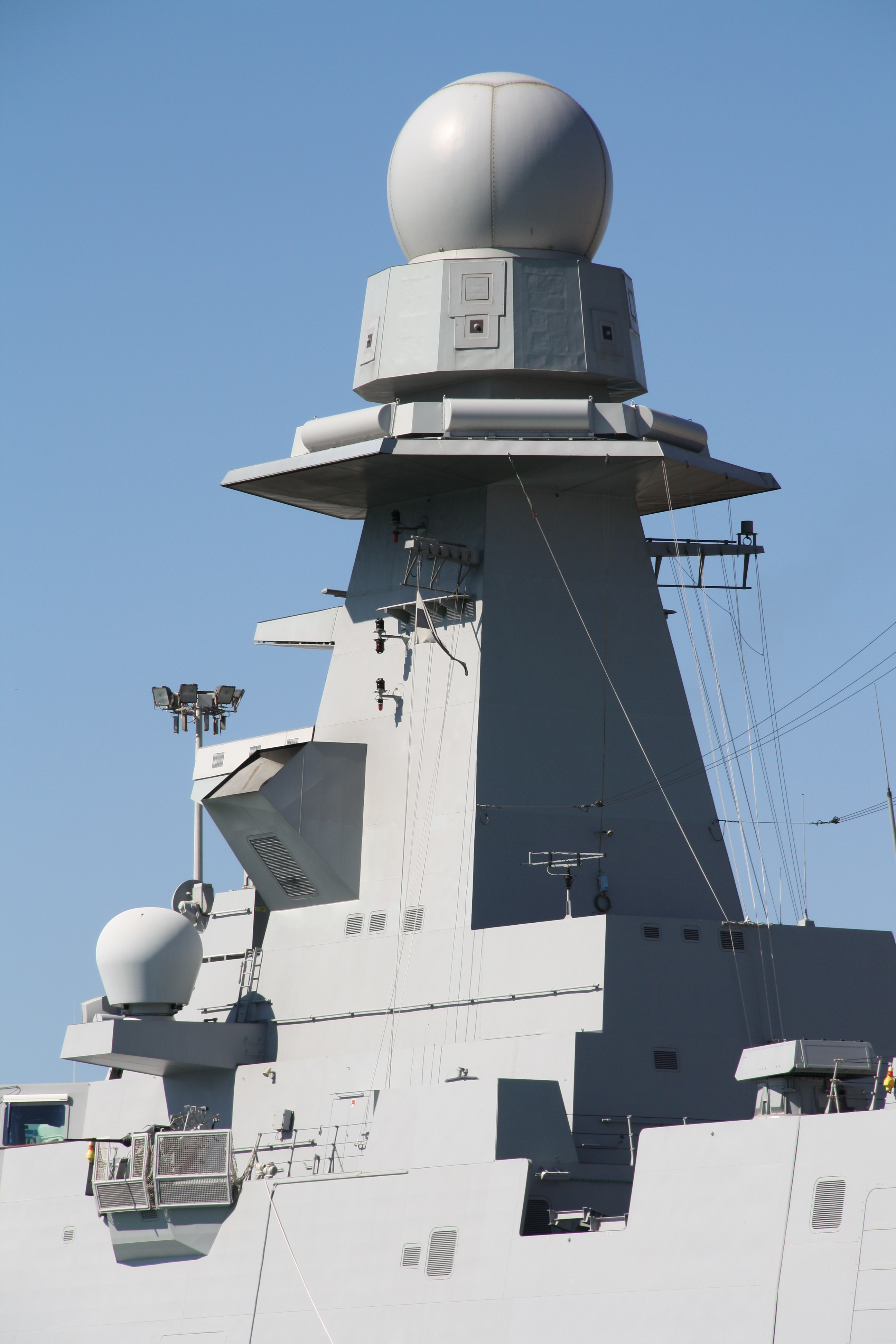
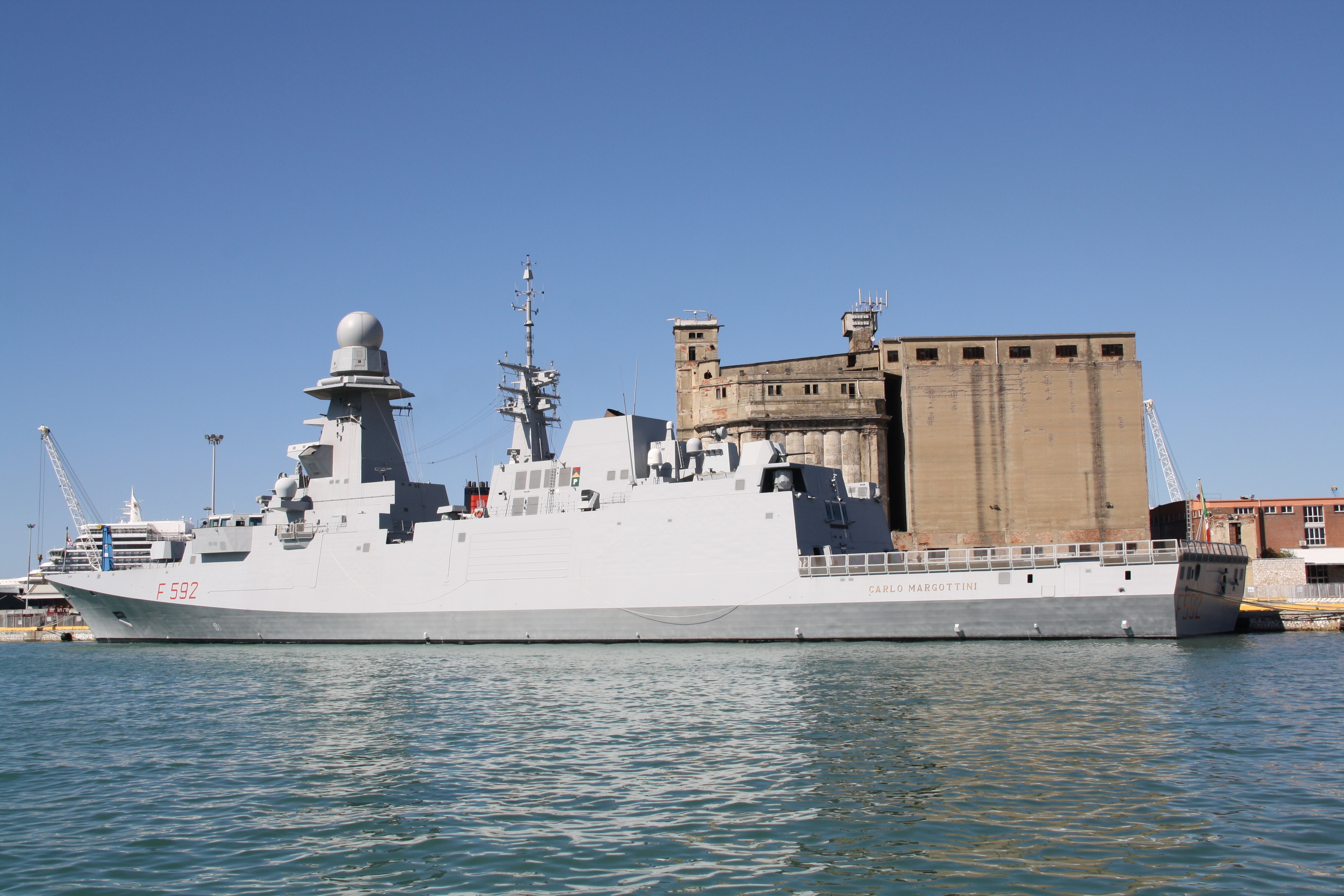
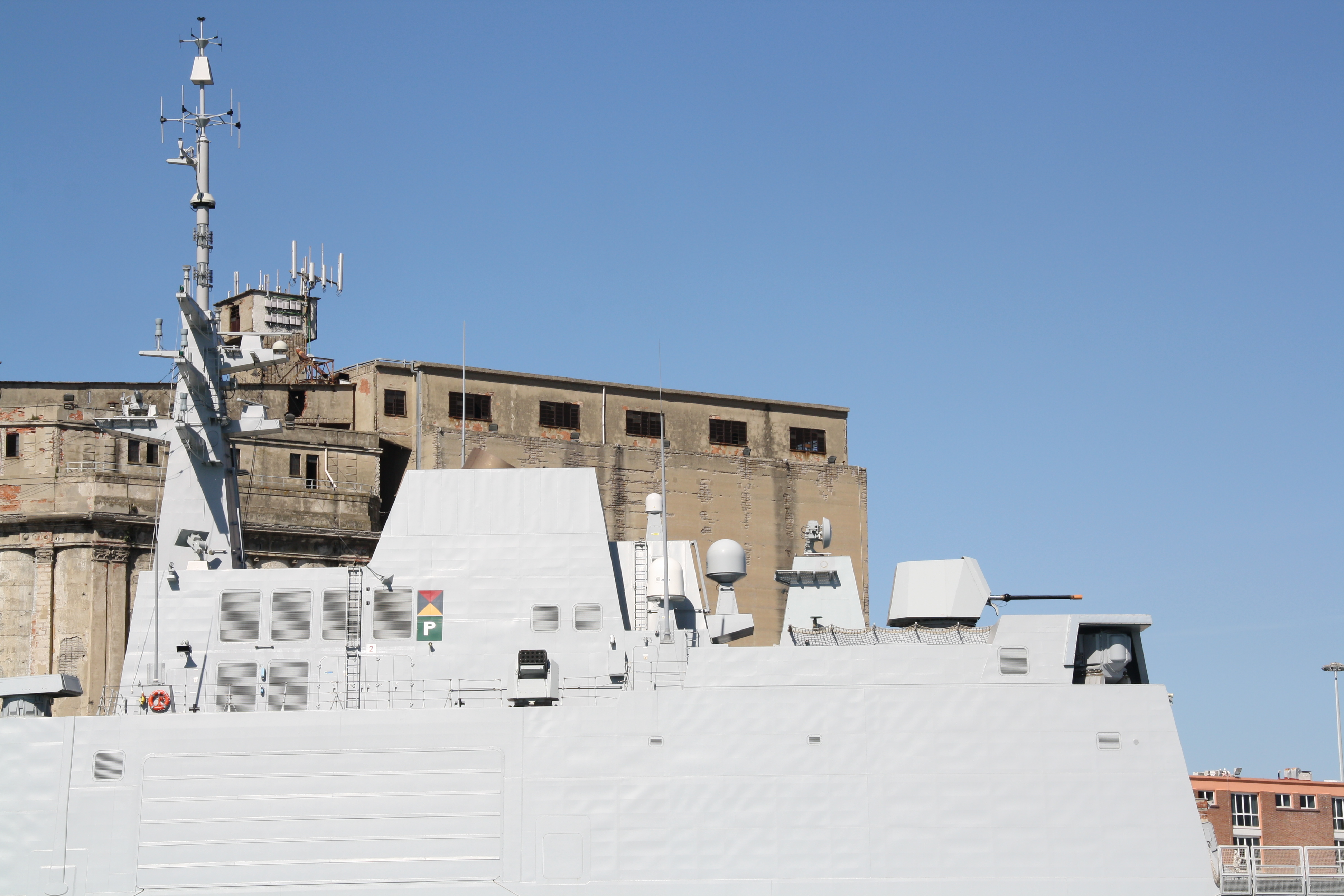
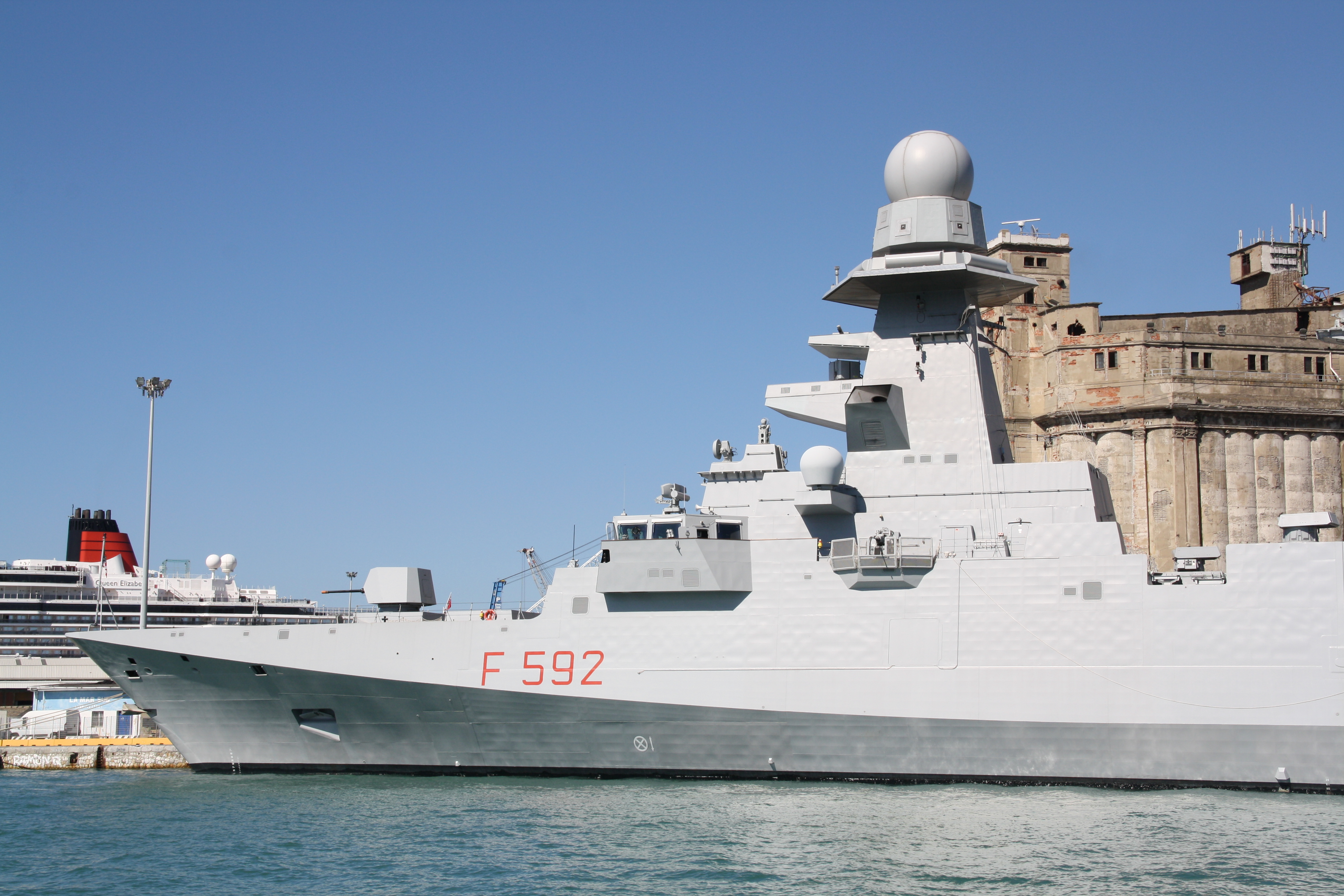
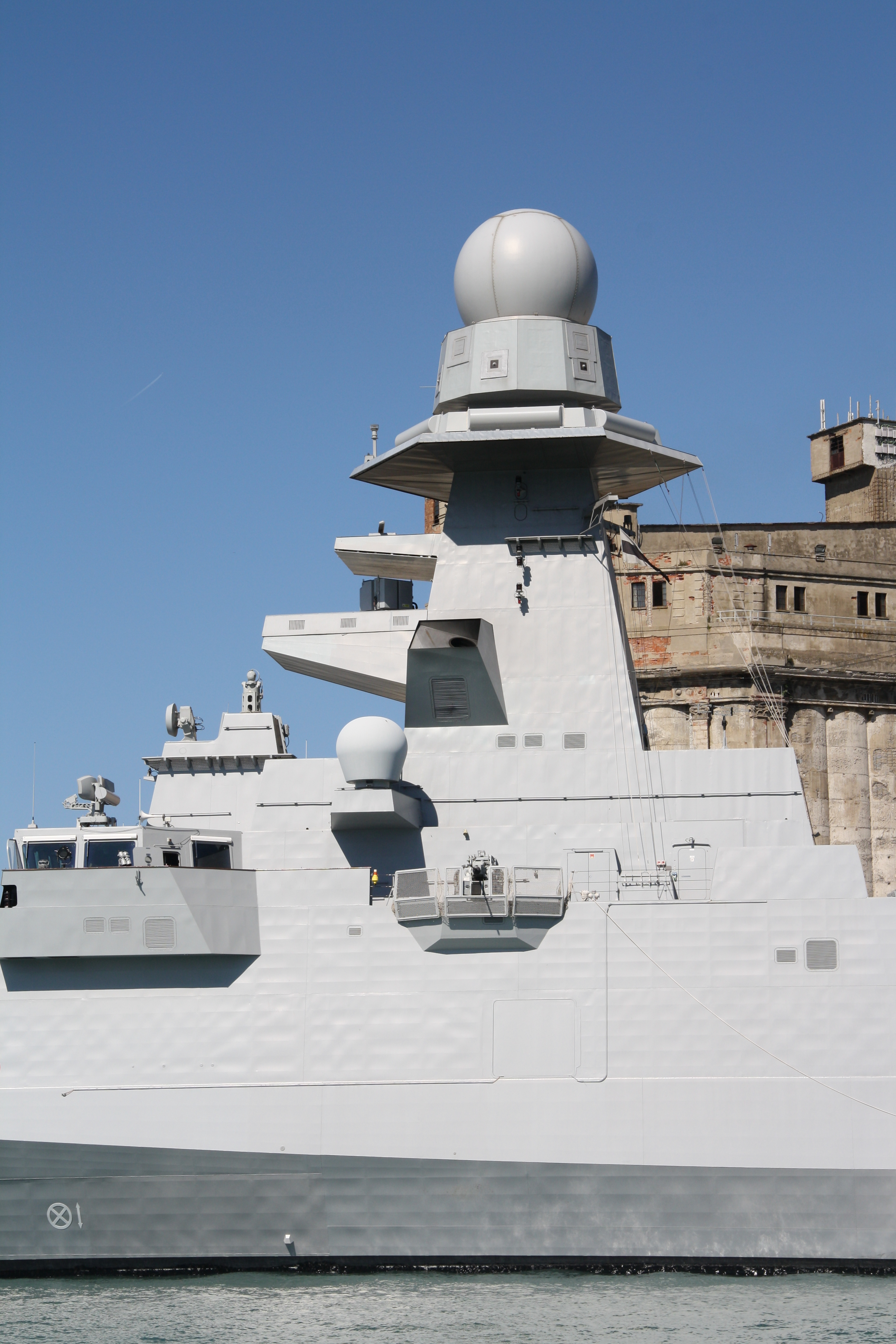
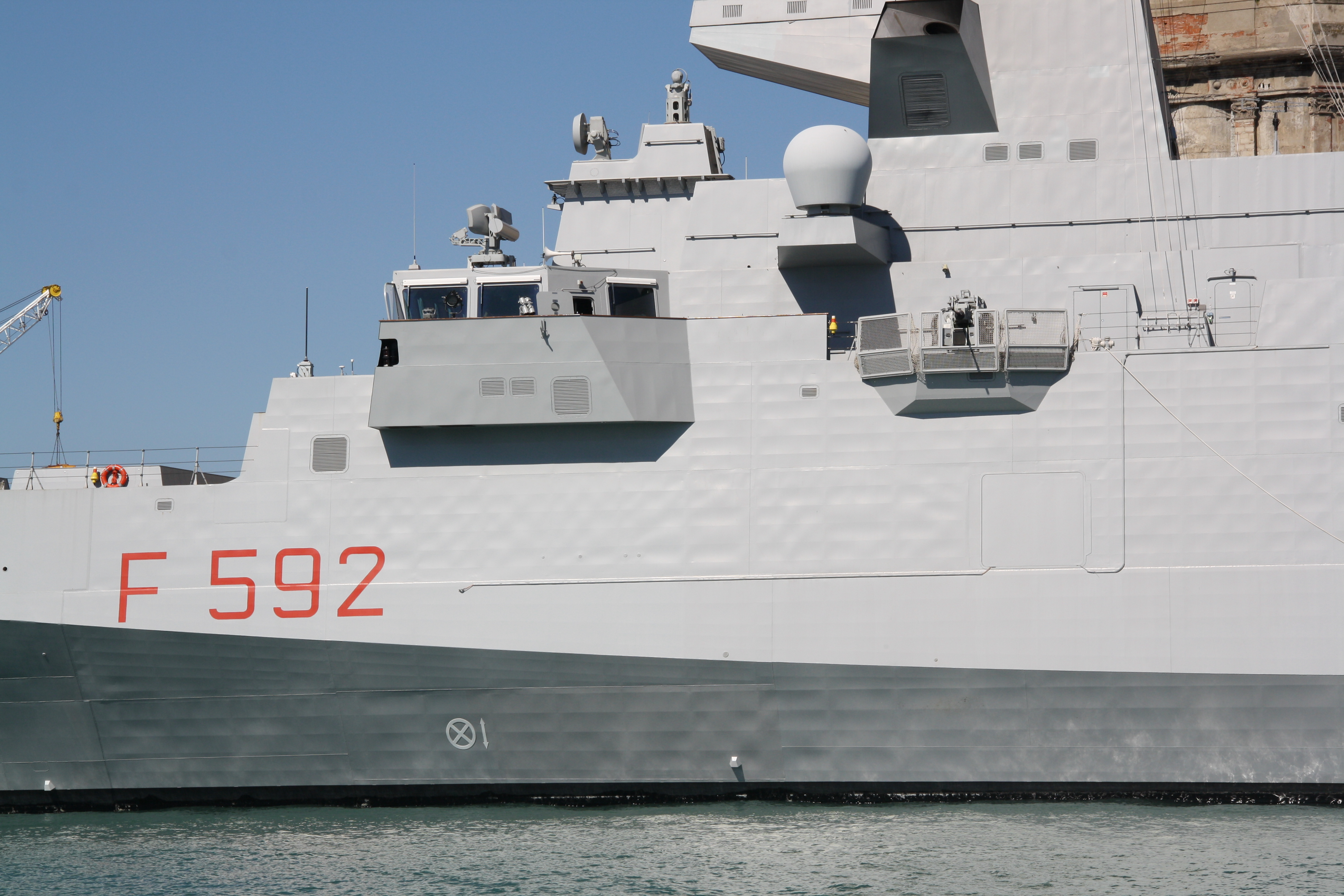
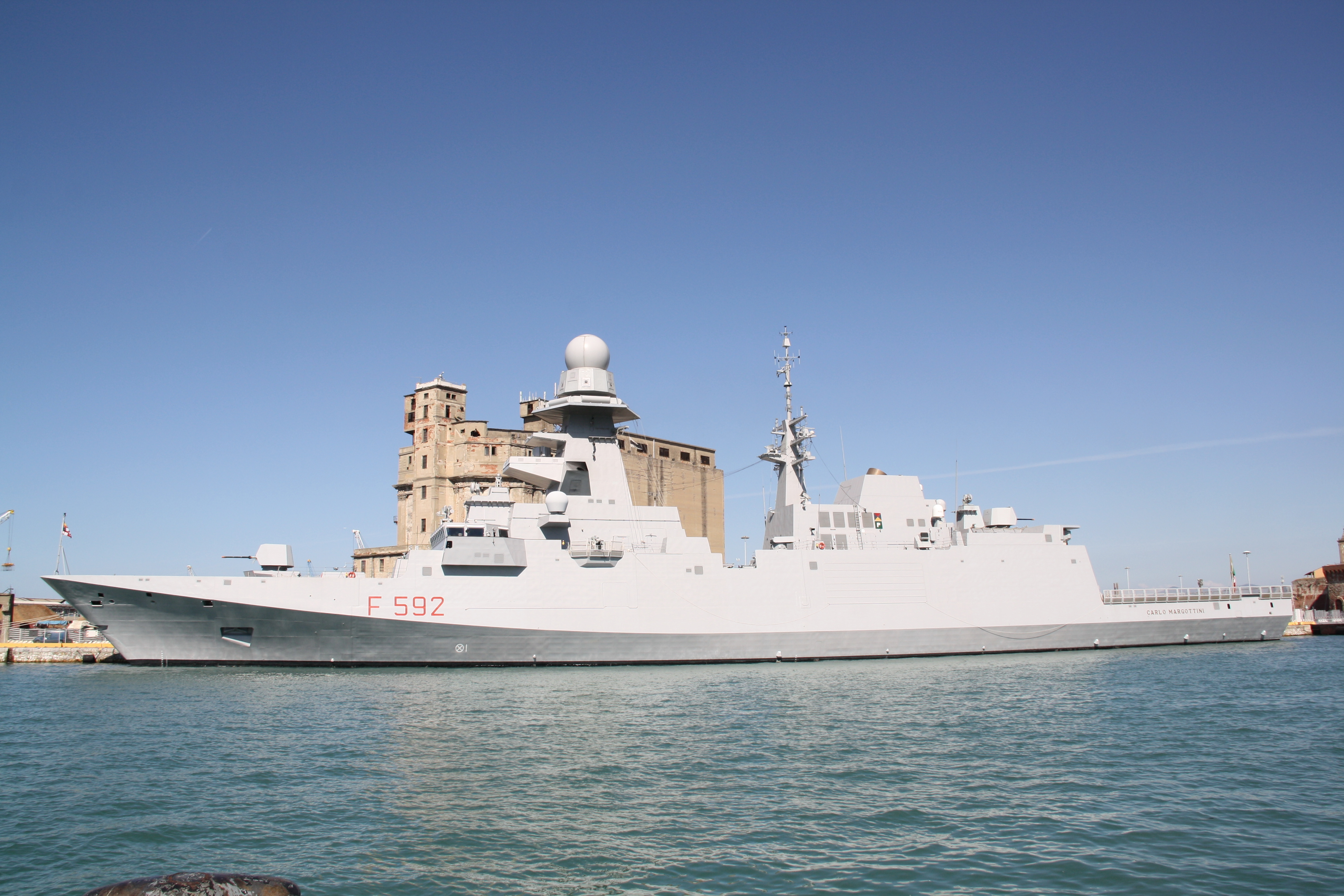
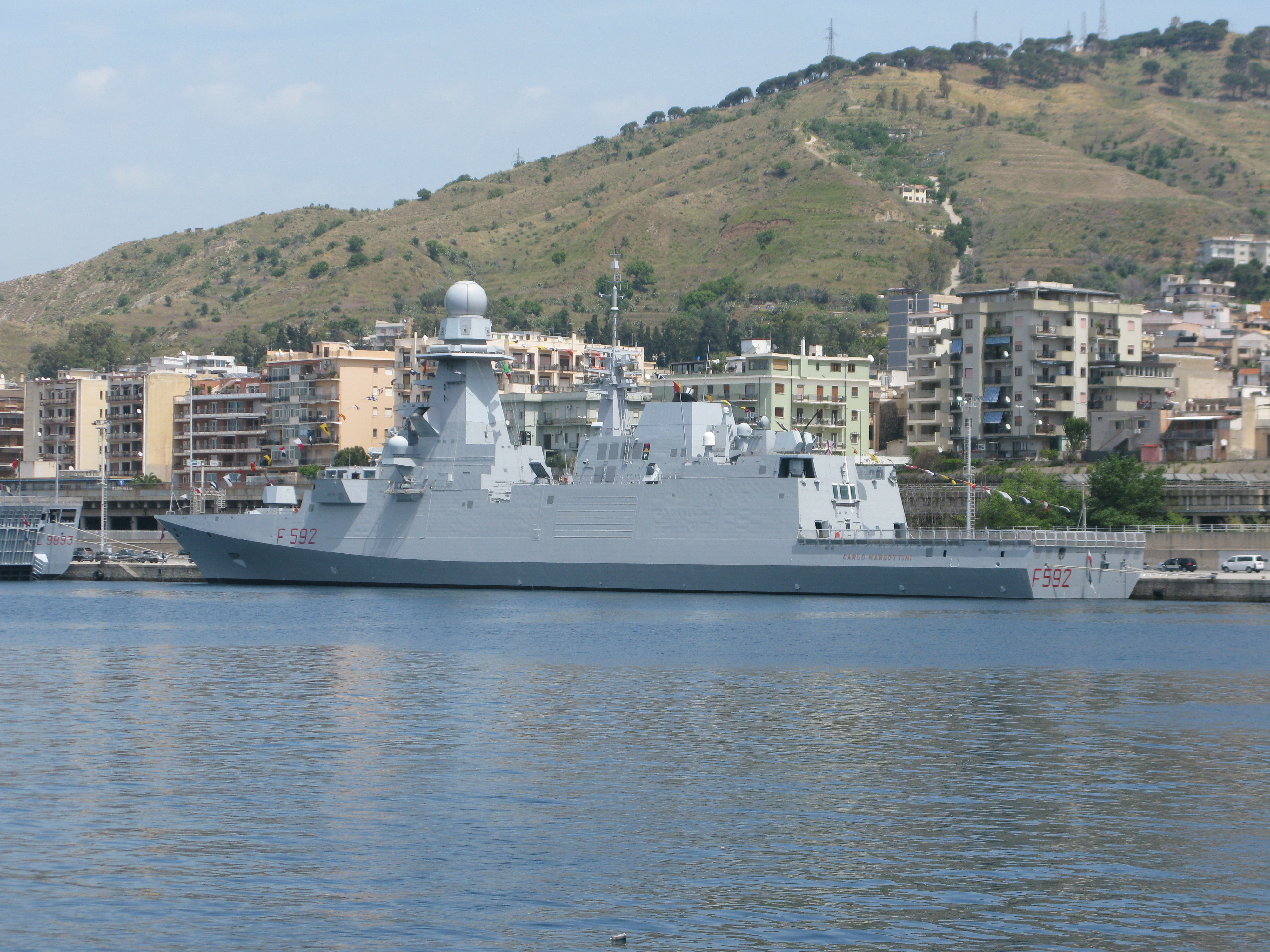

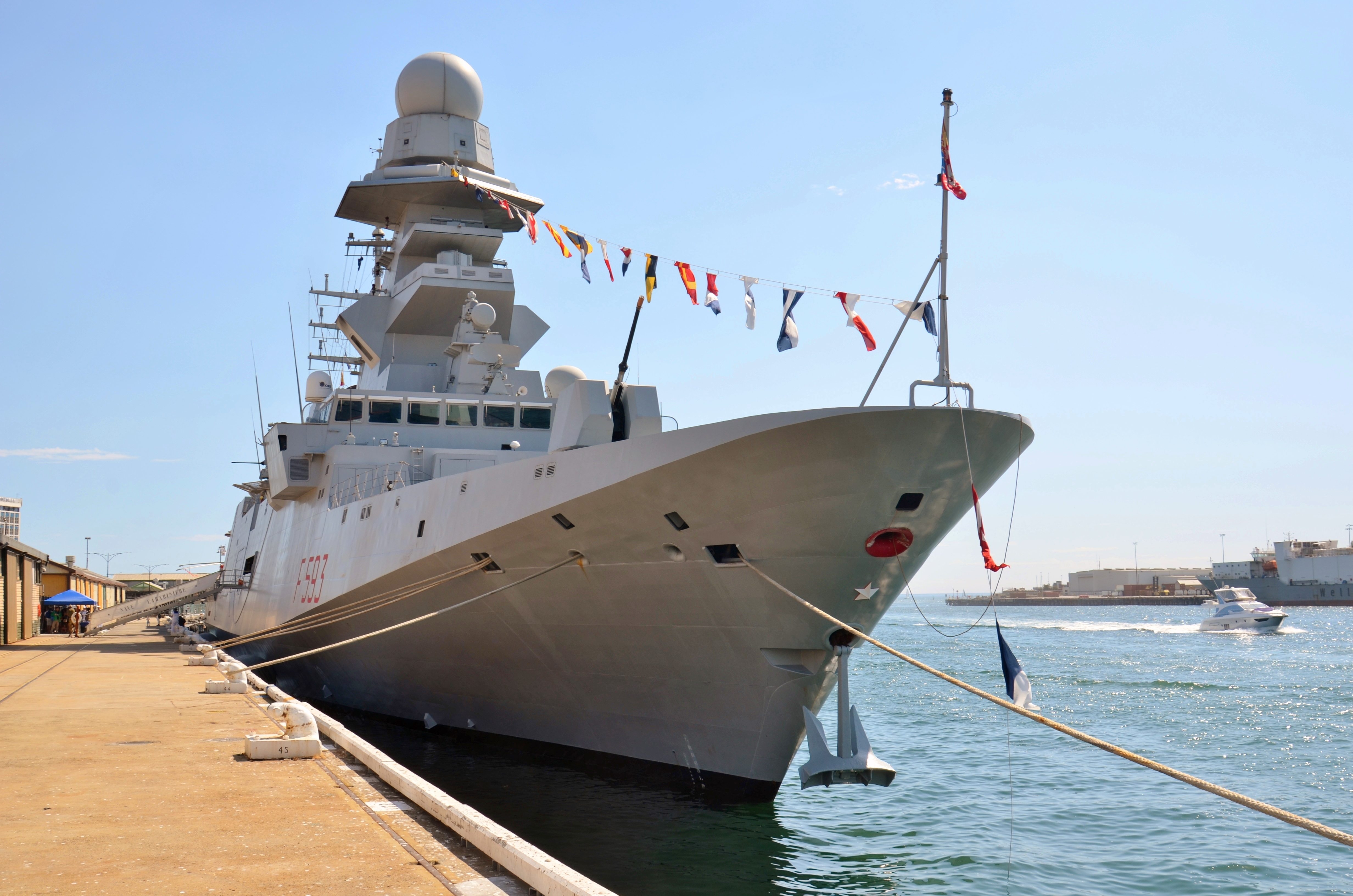
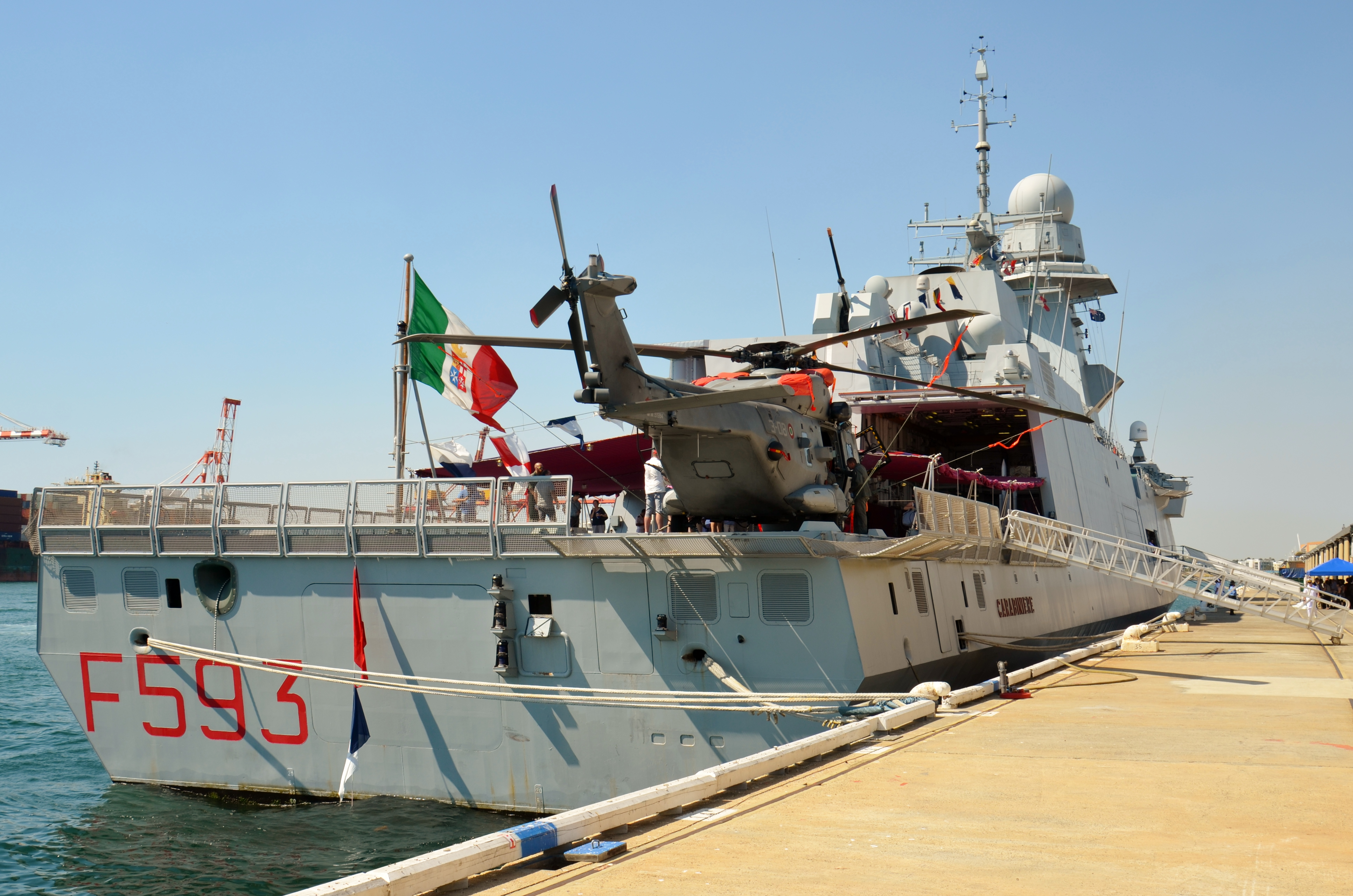
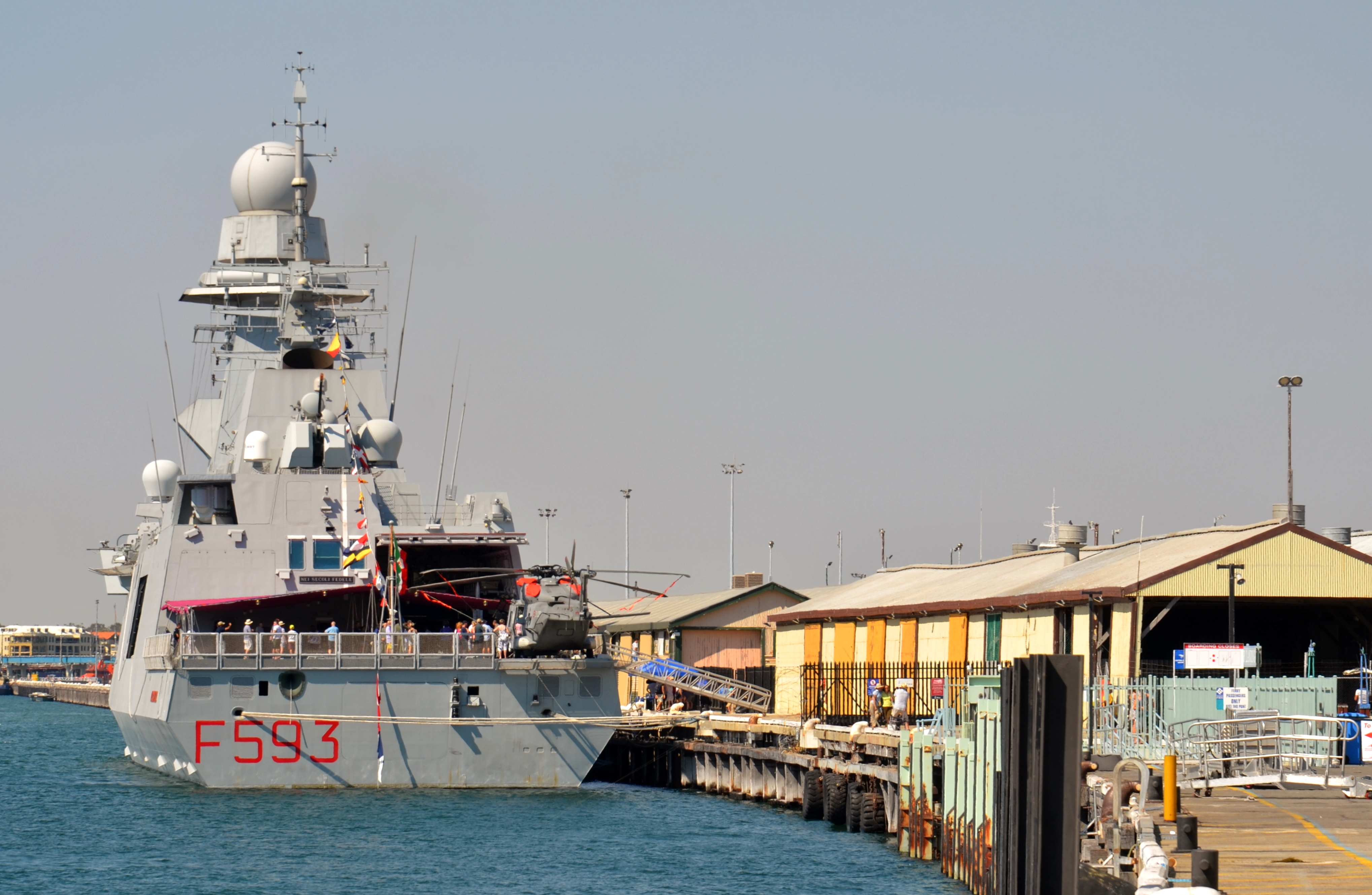
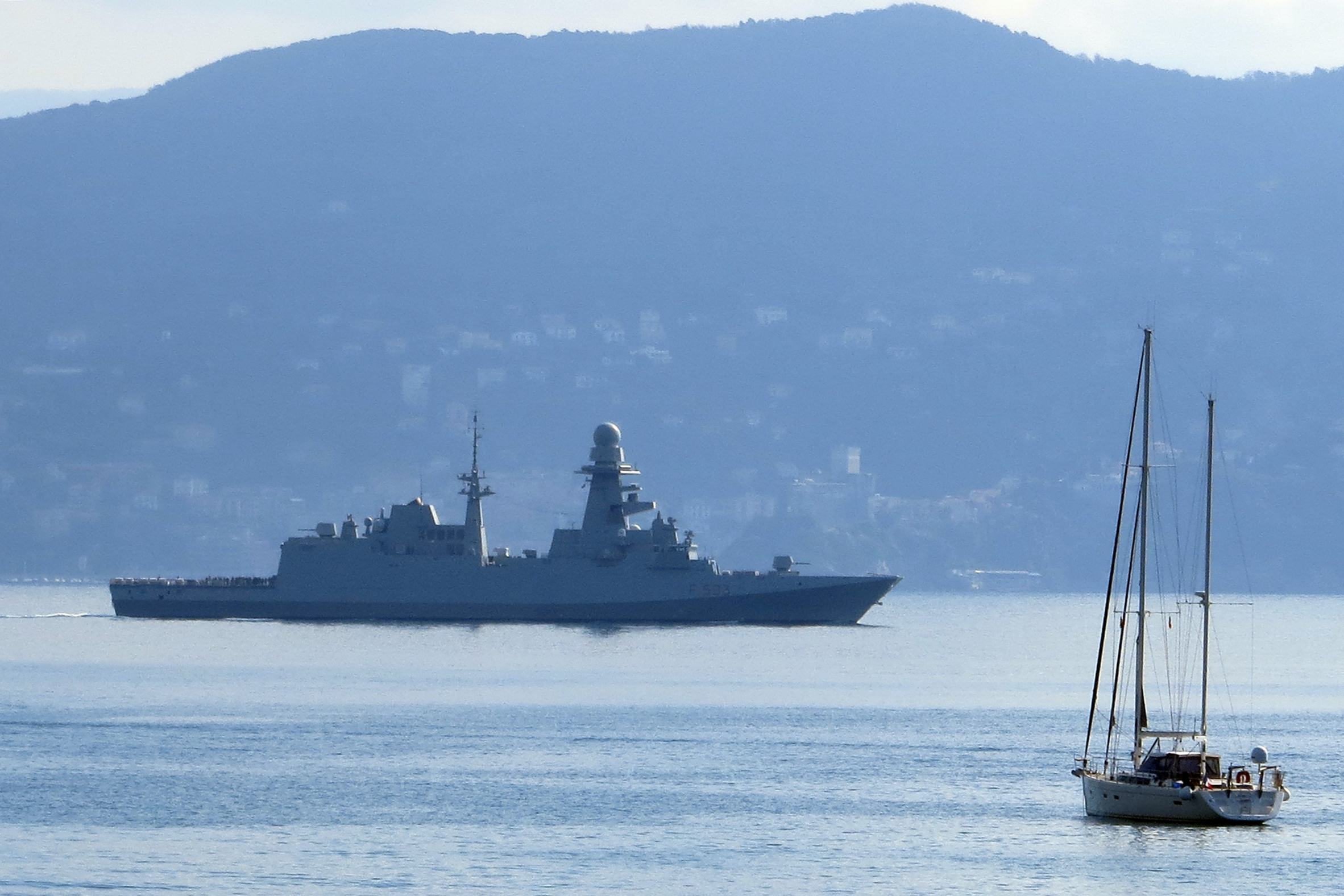

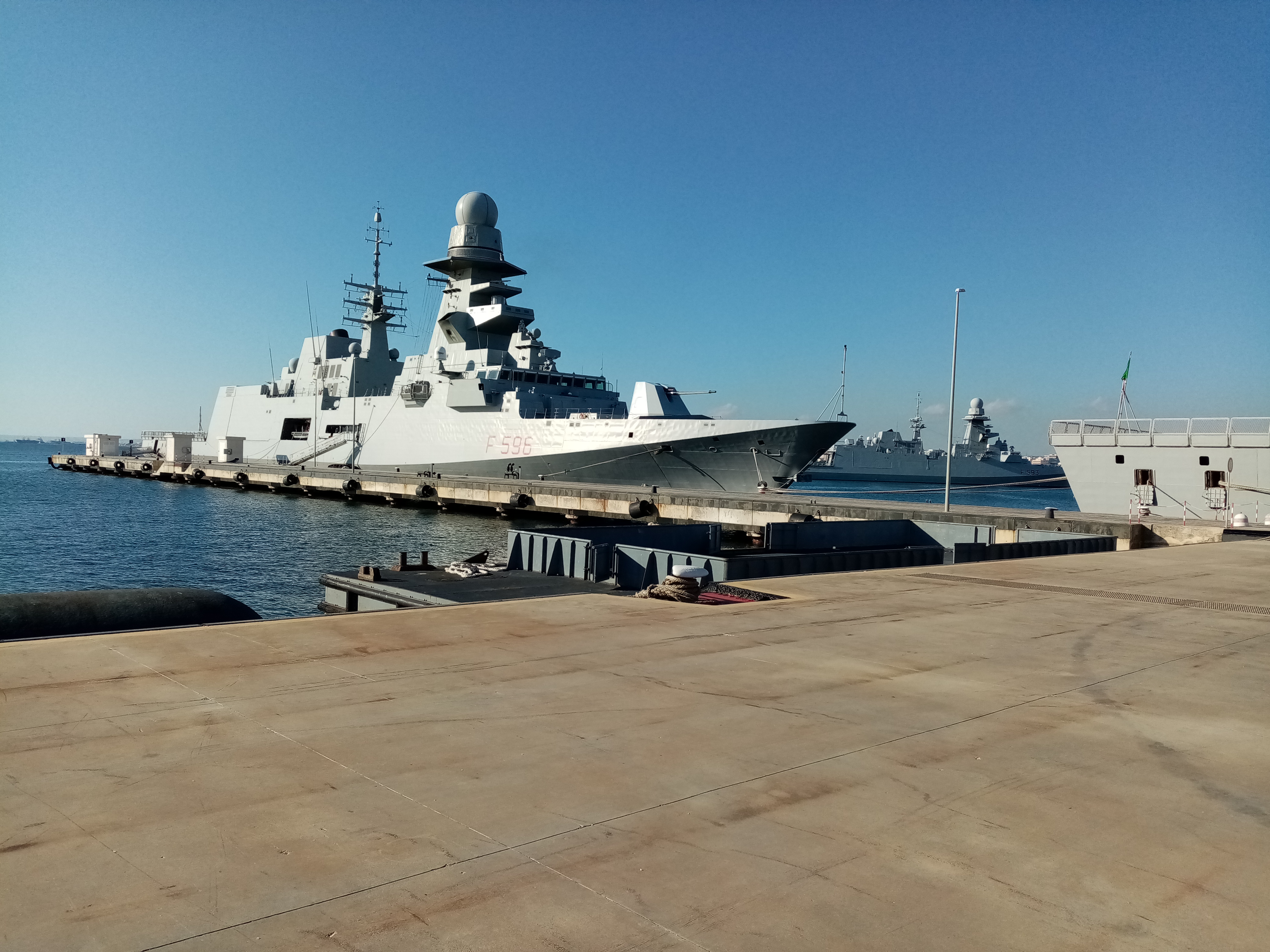
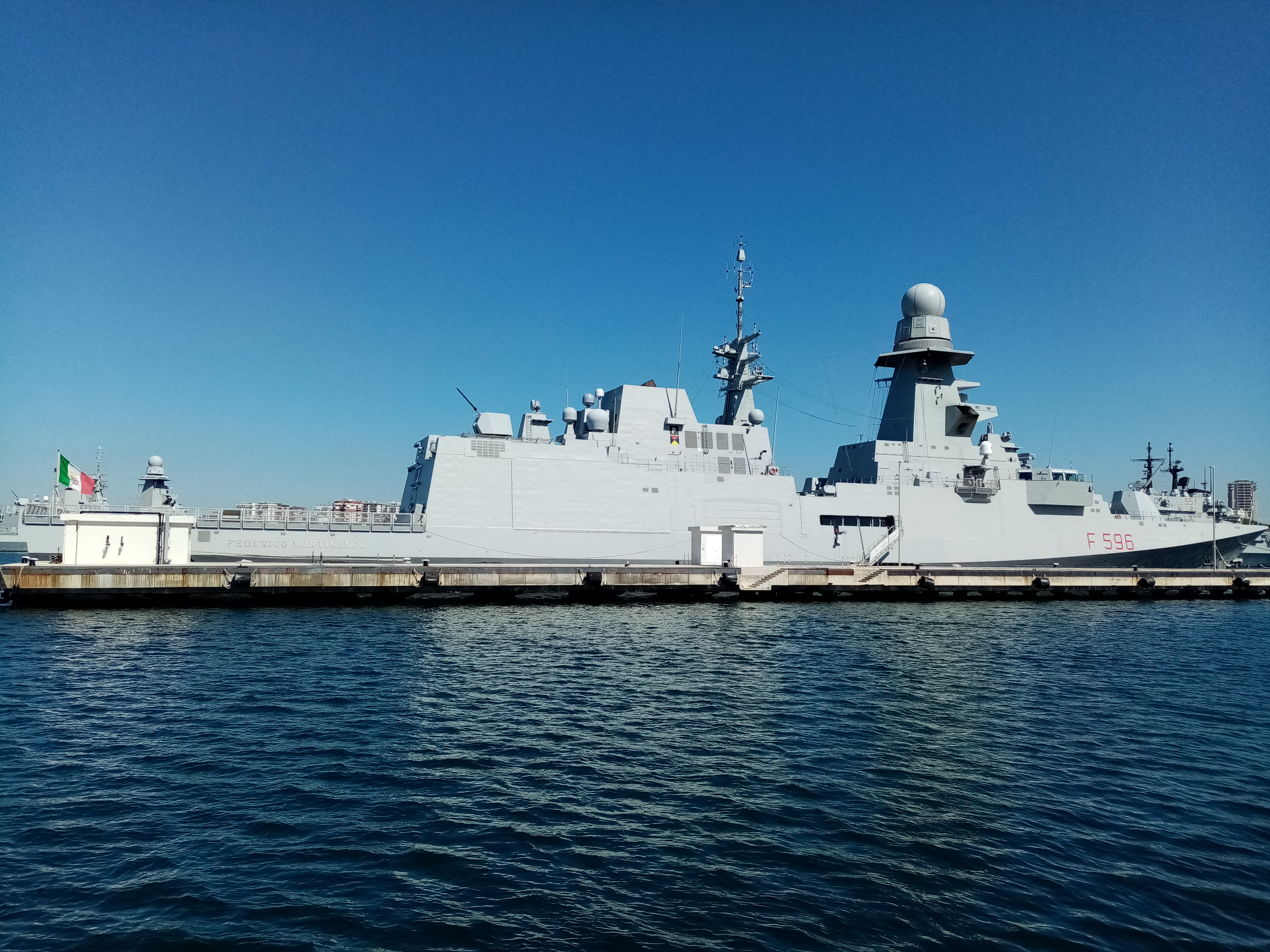

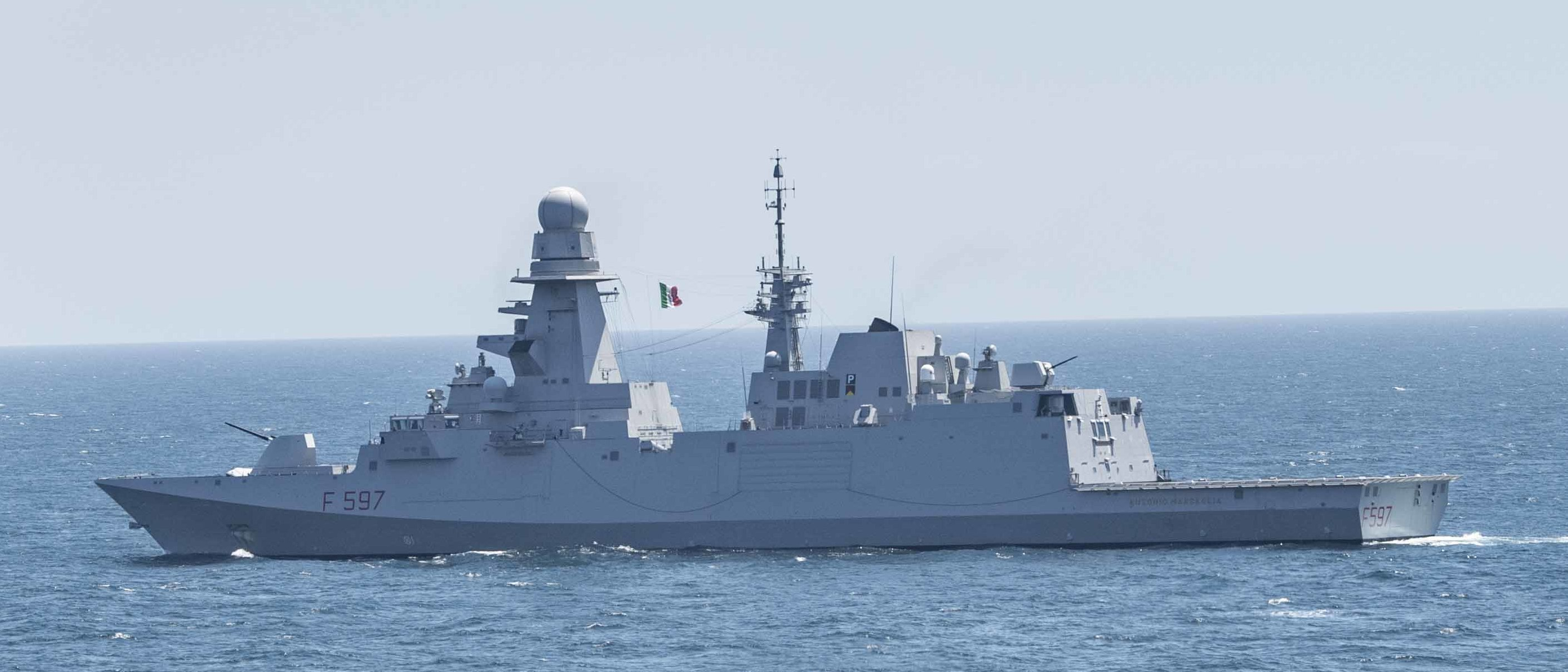

F590

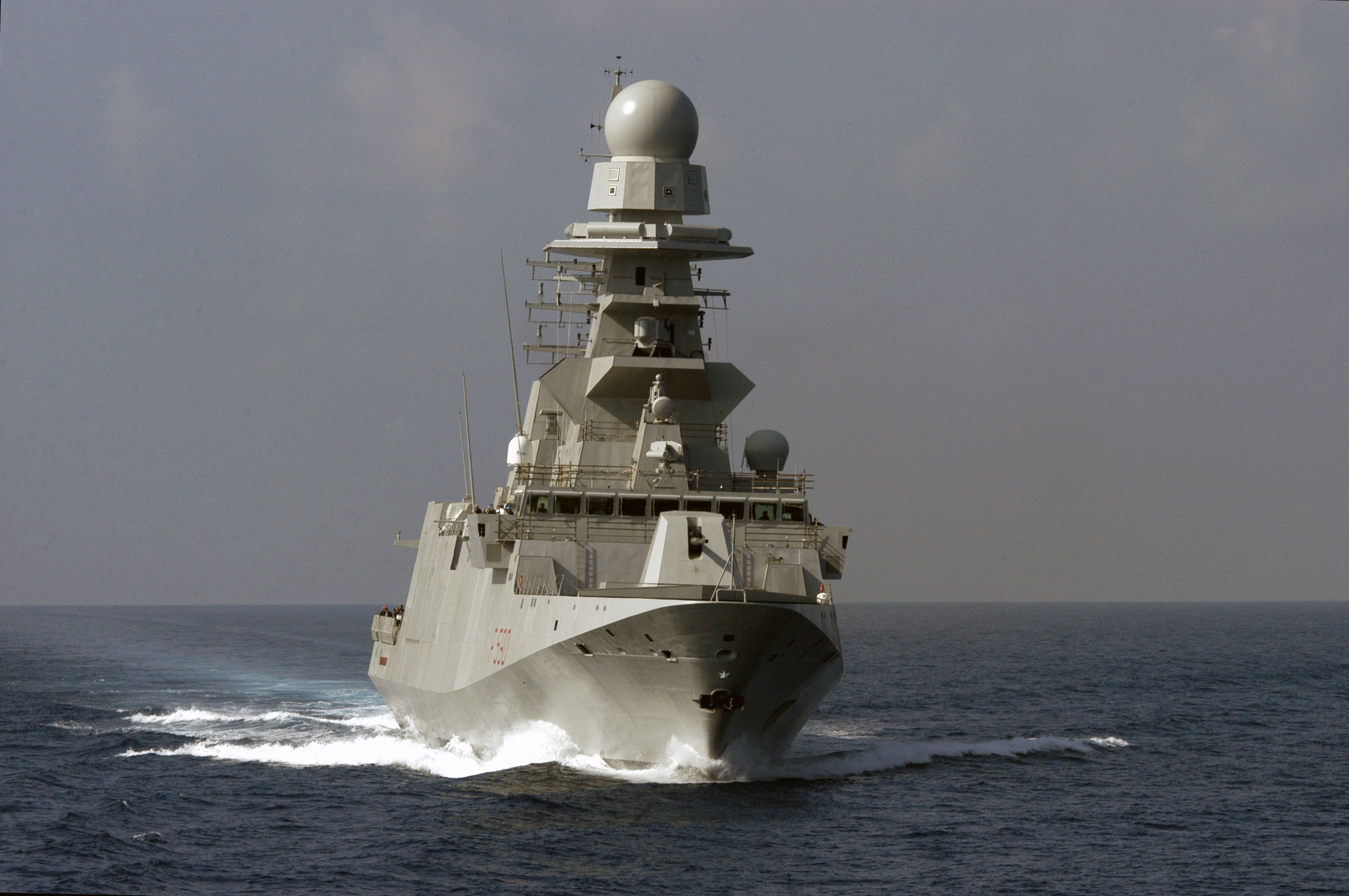
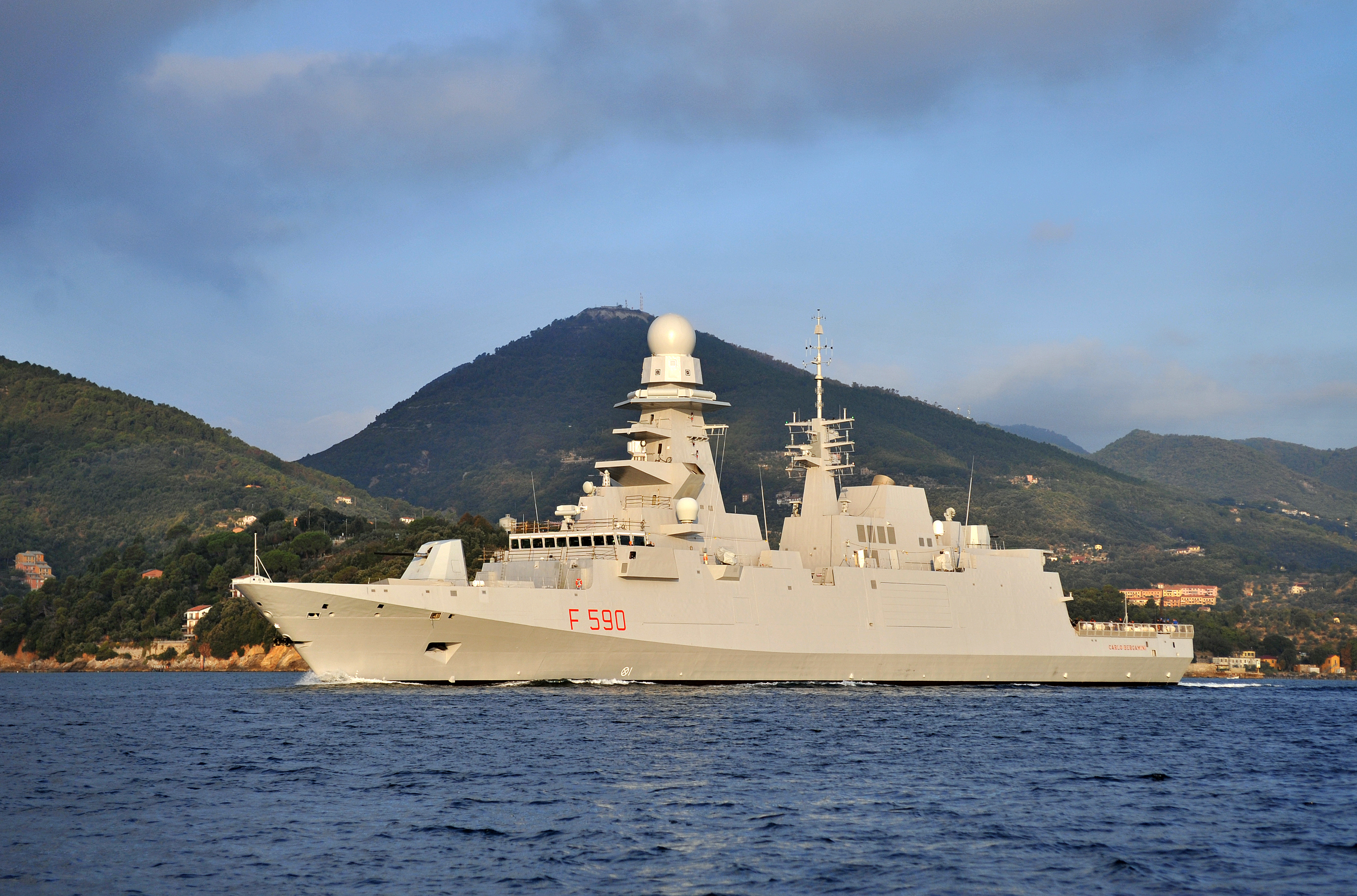
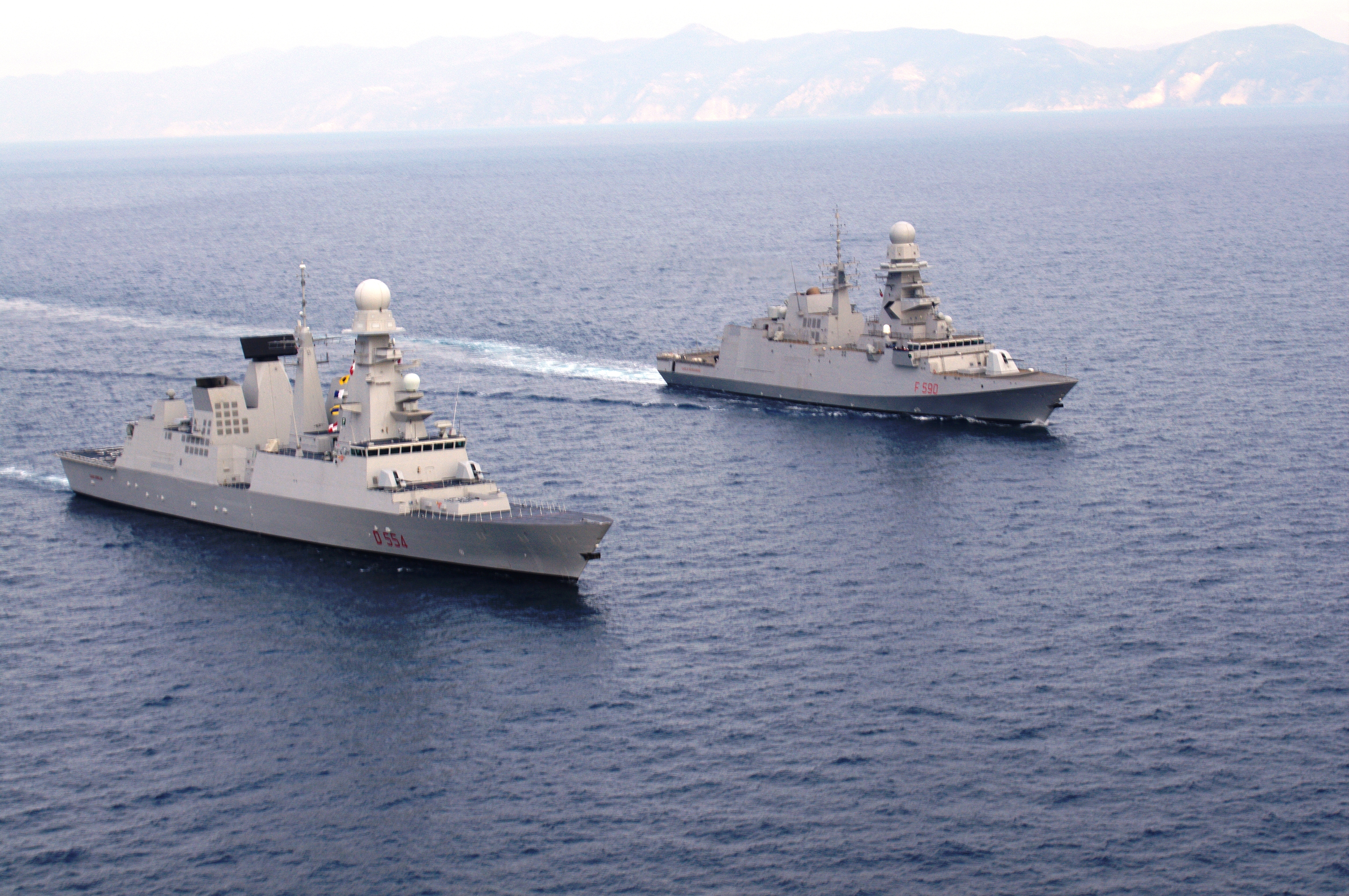
與地平線型驅逐艦Caio Duilio號（D554）

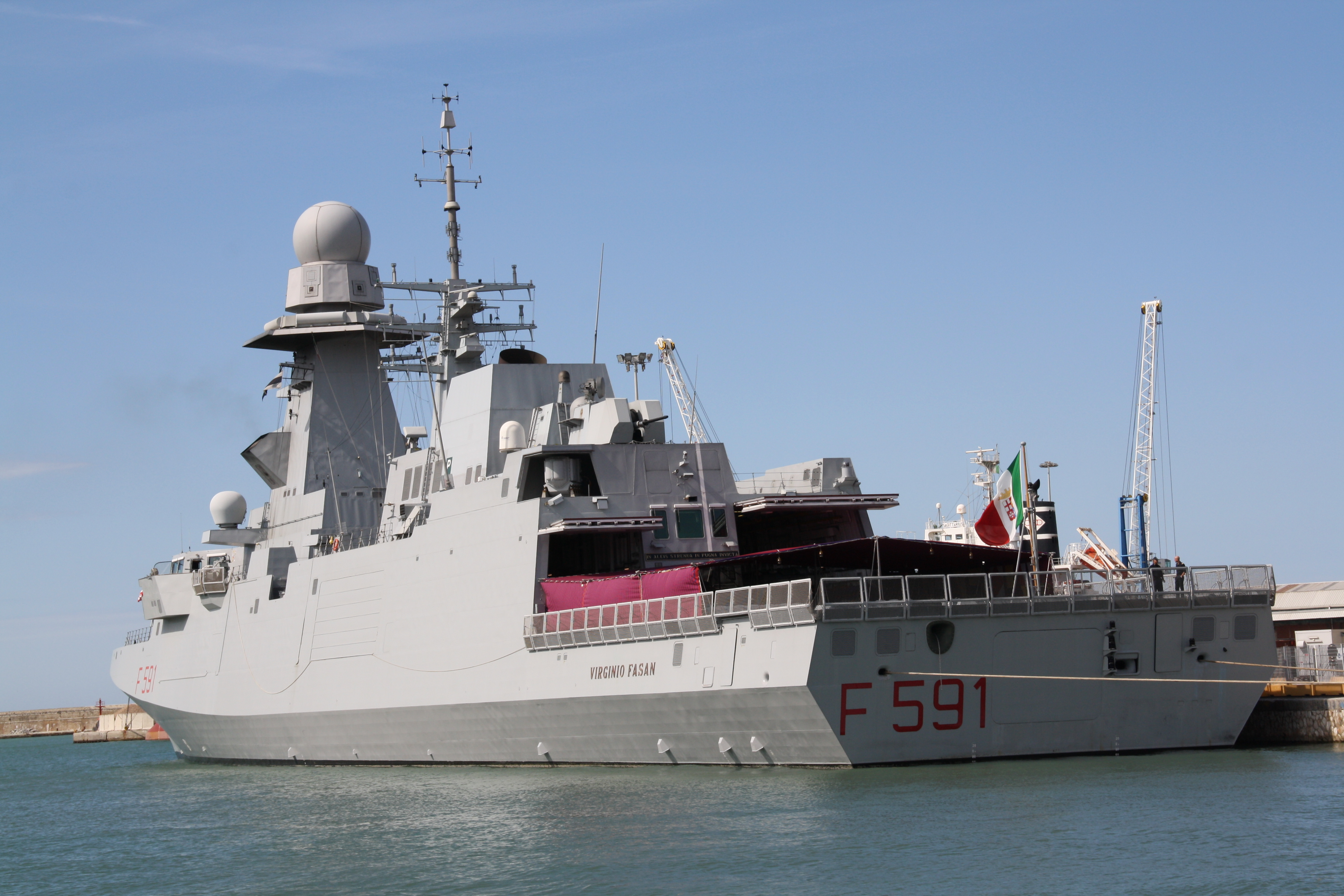
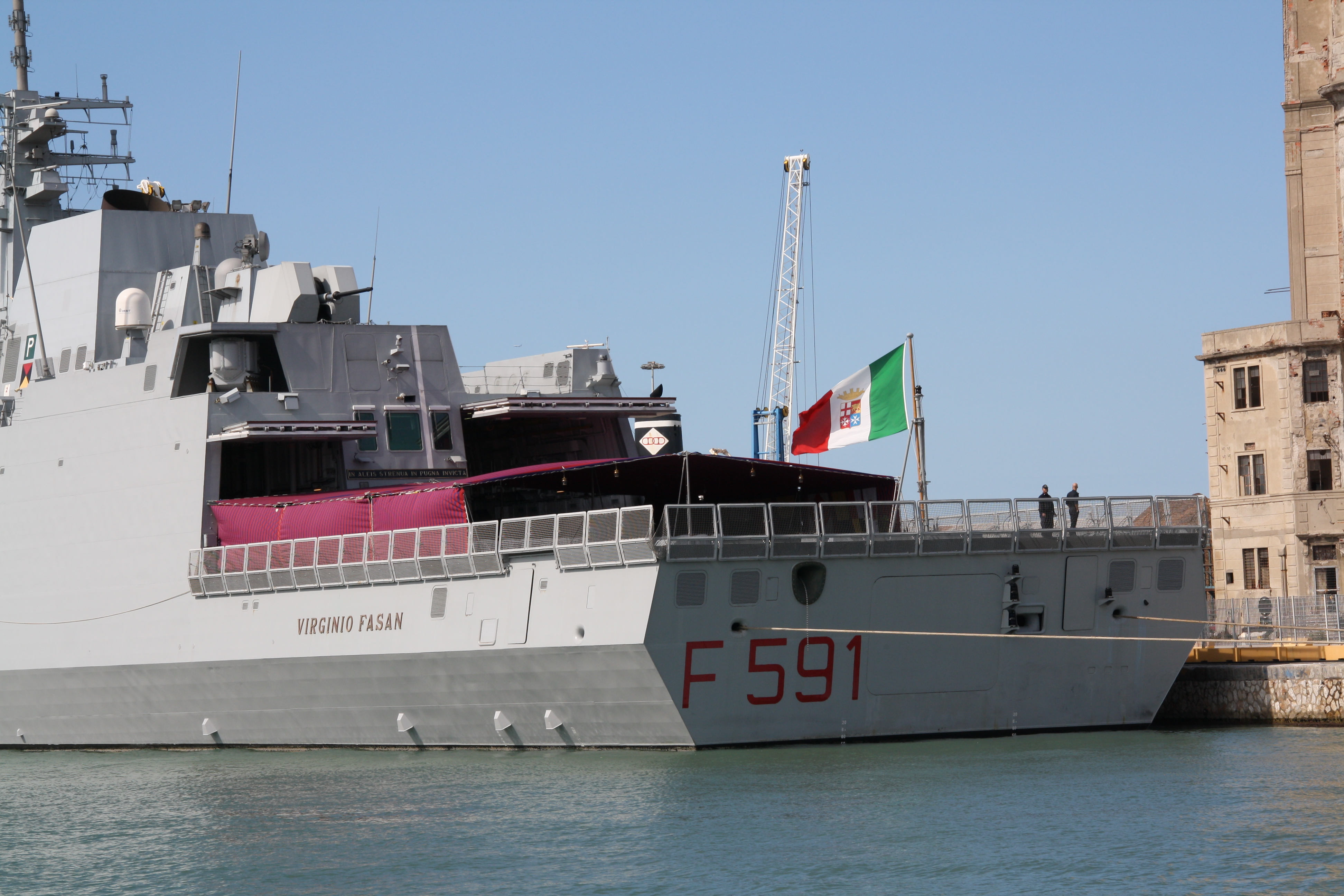
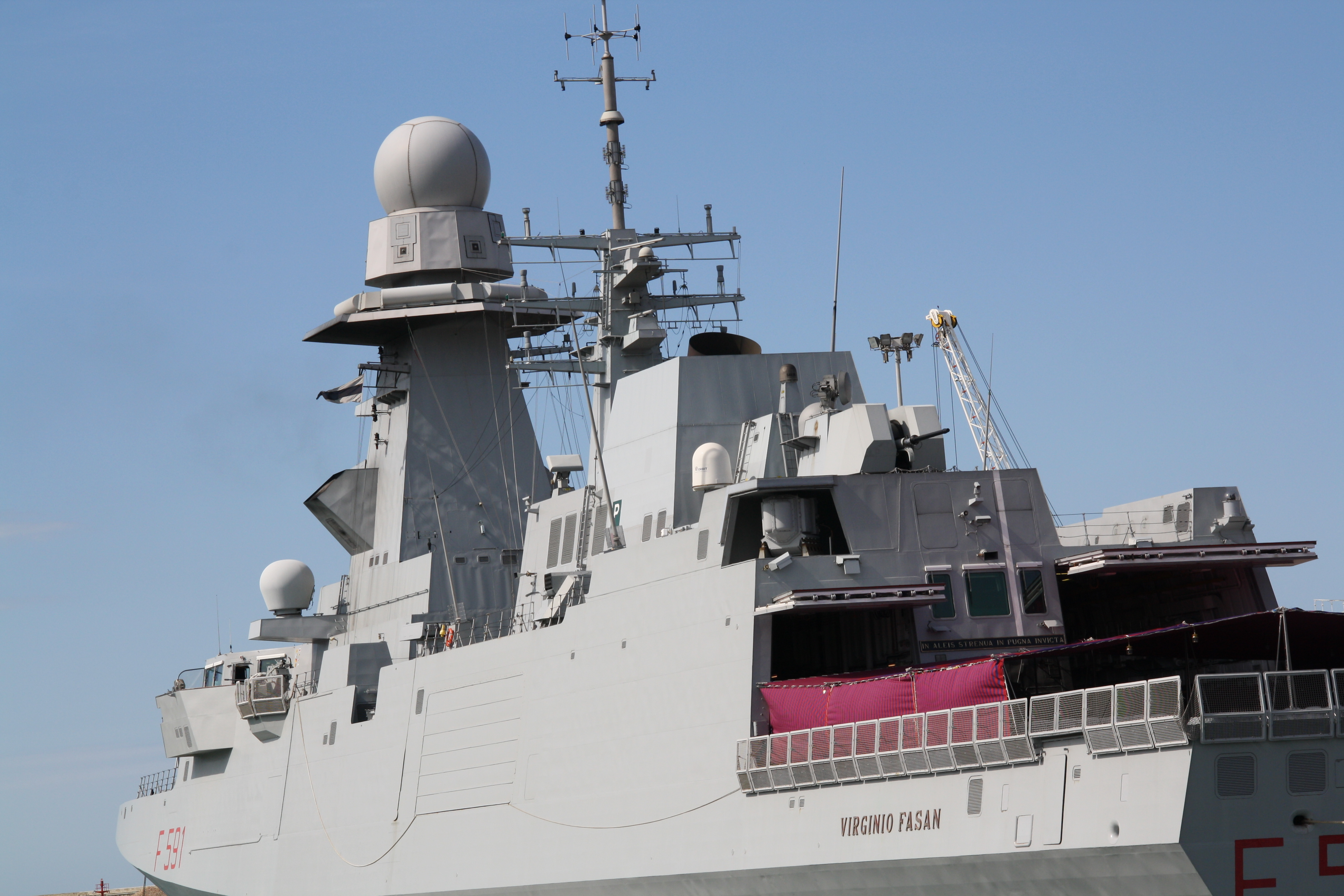
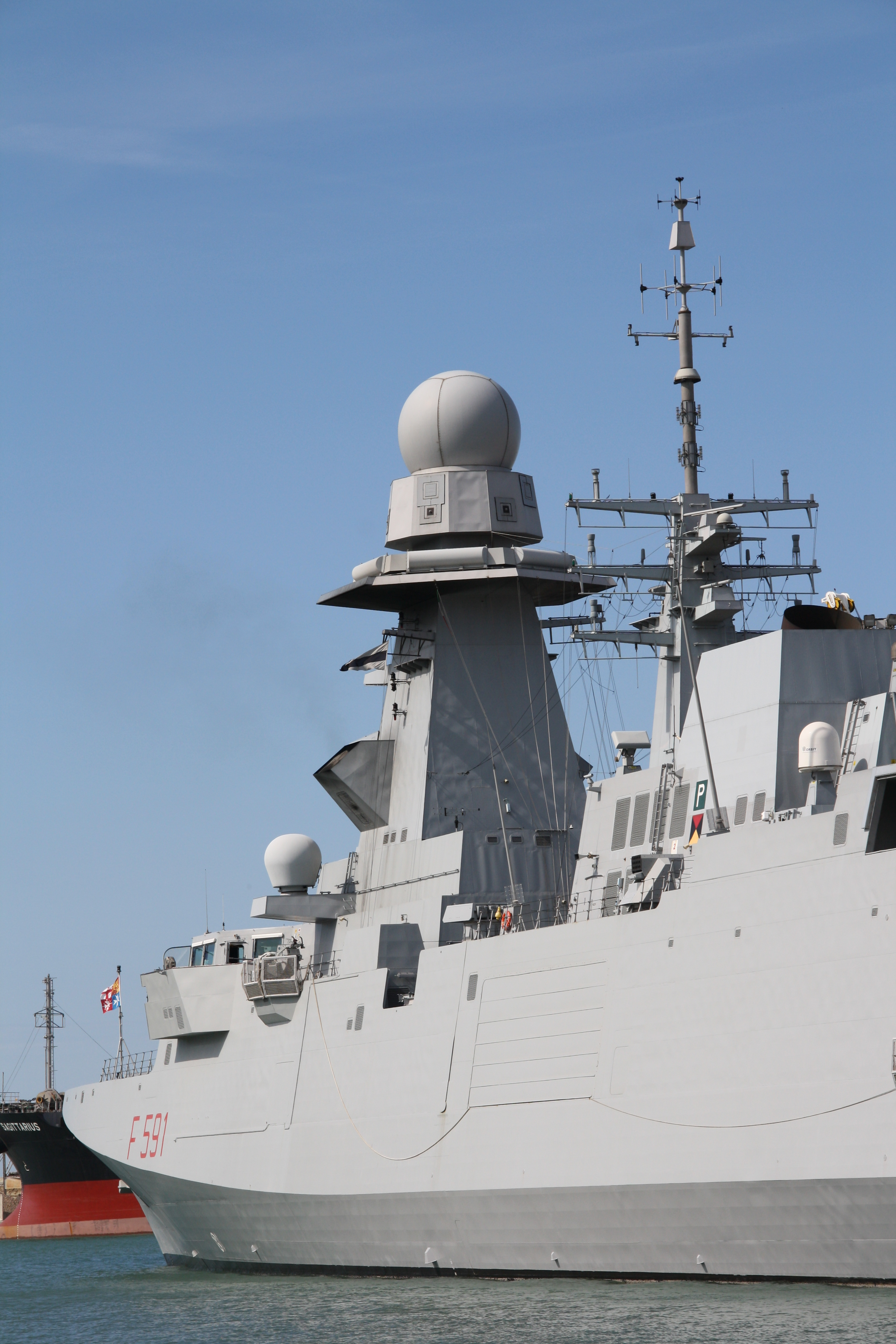
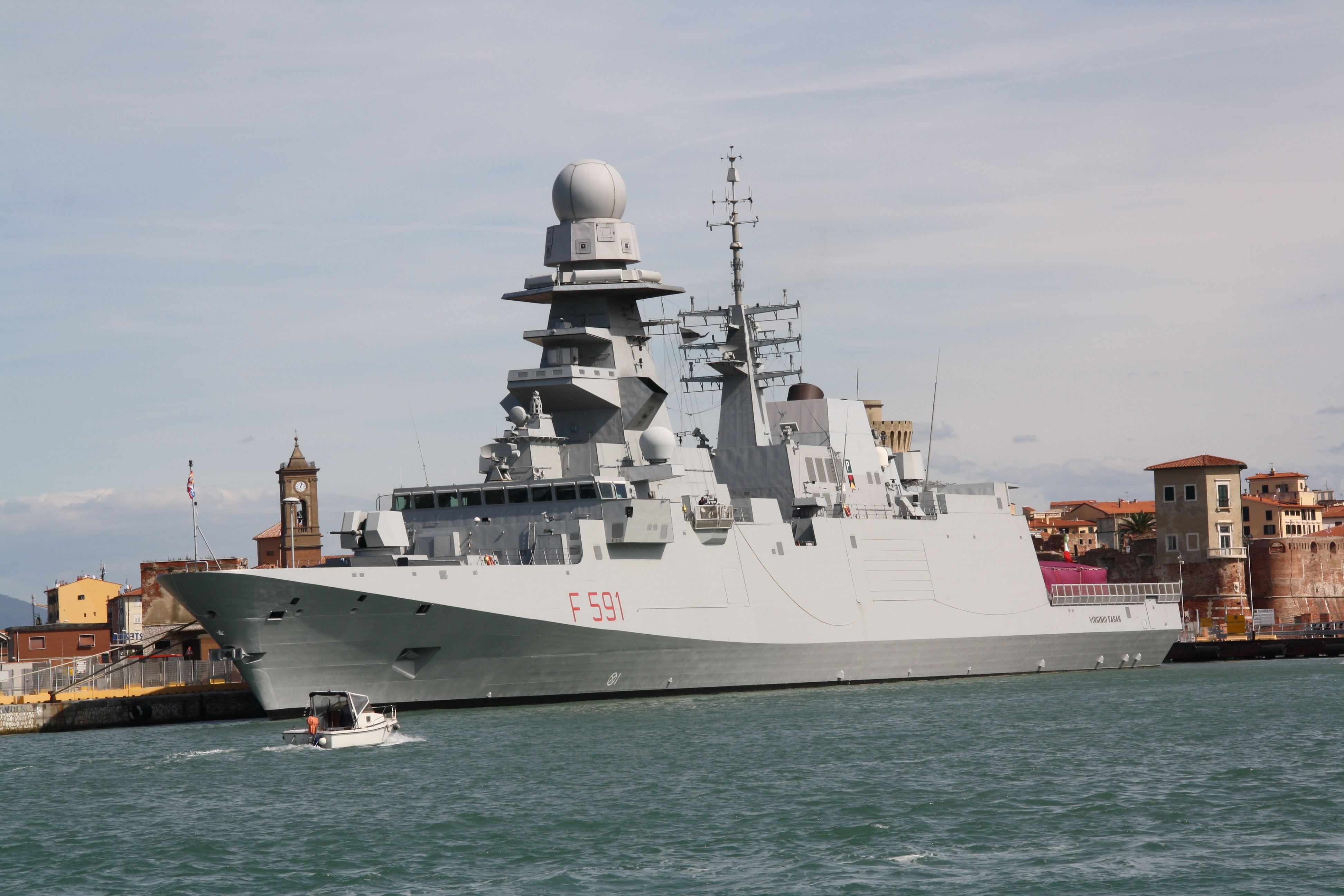
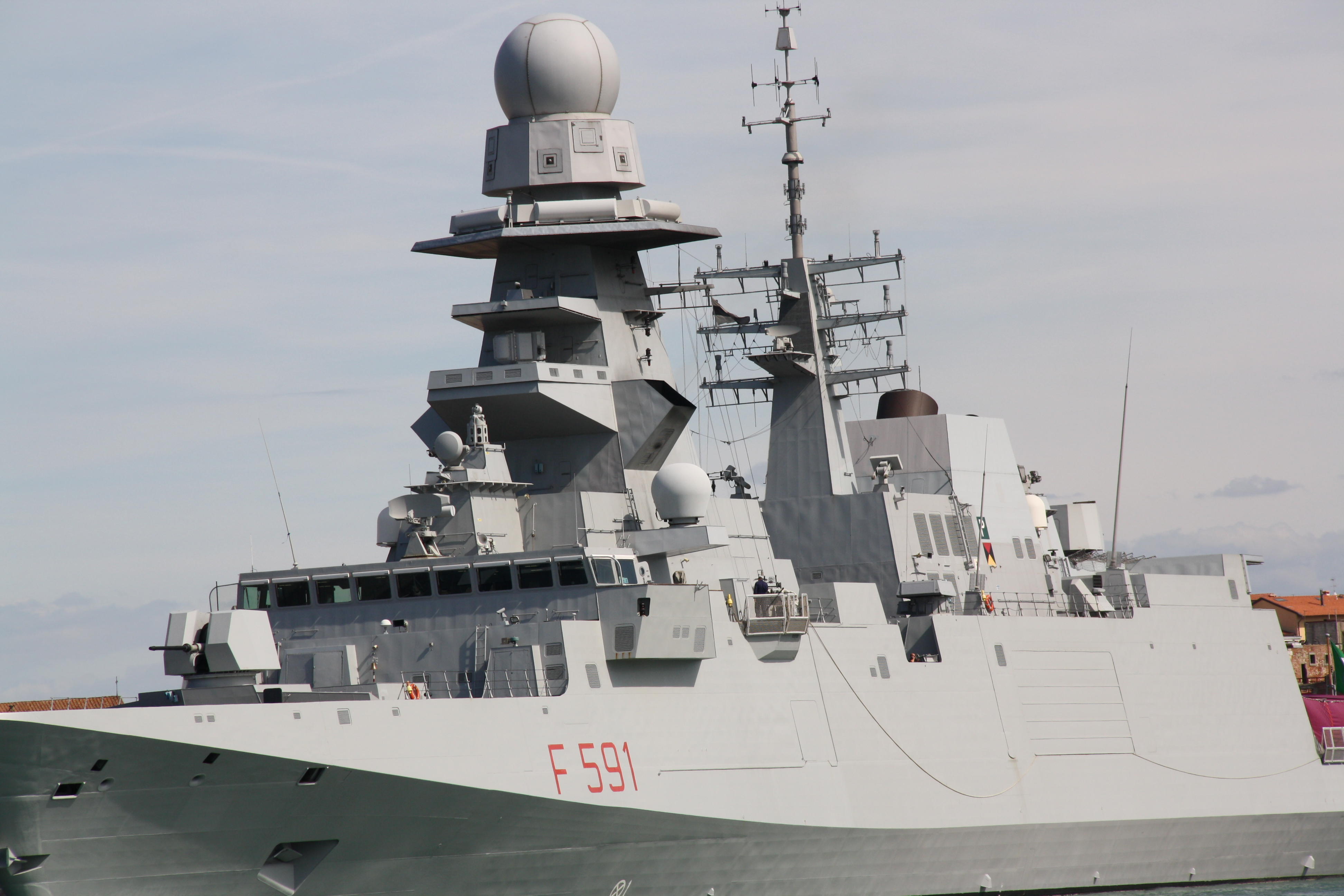
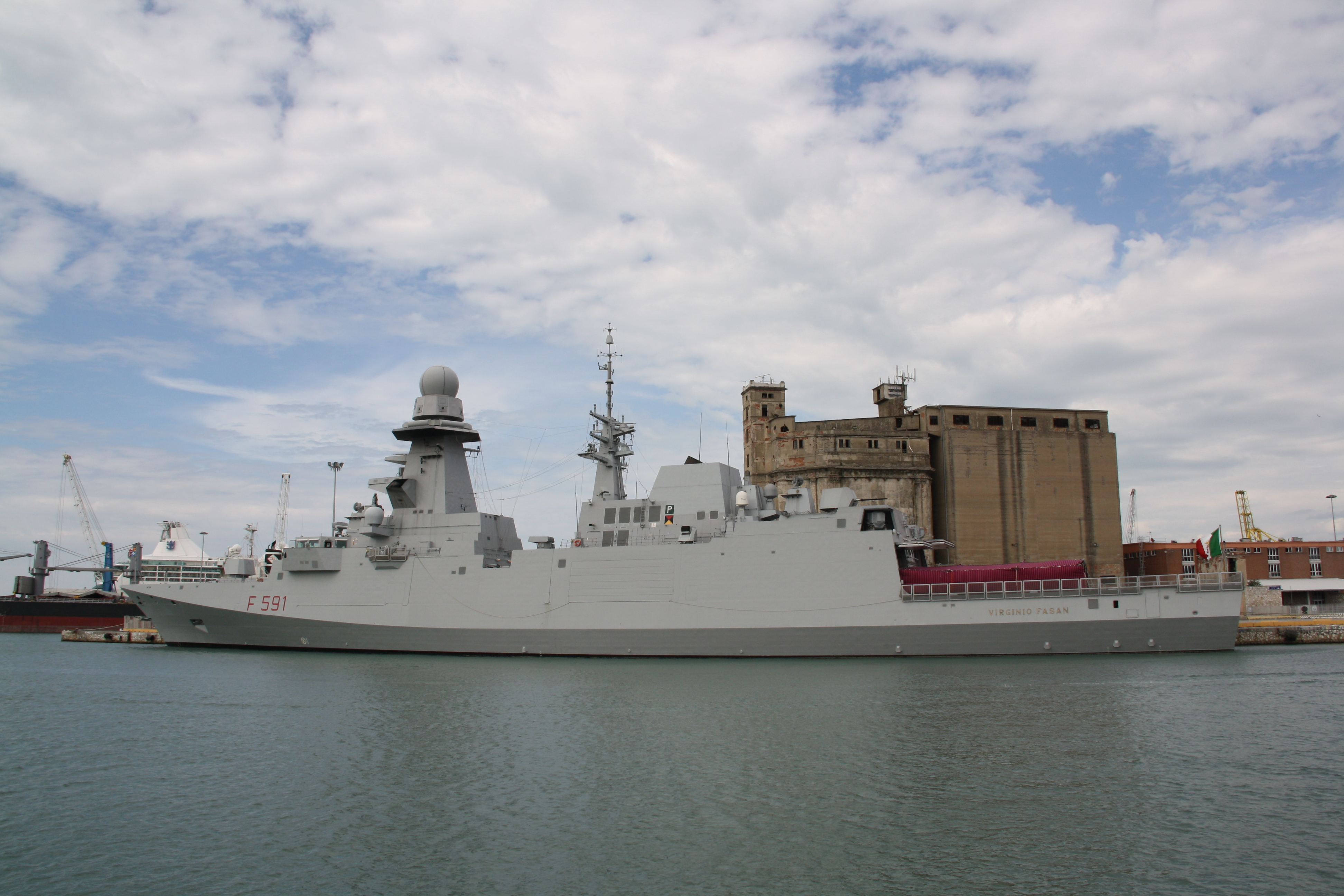
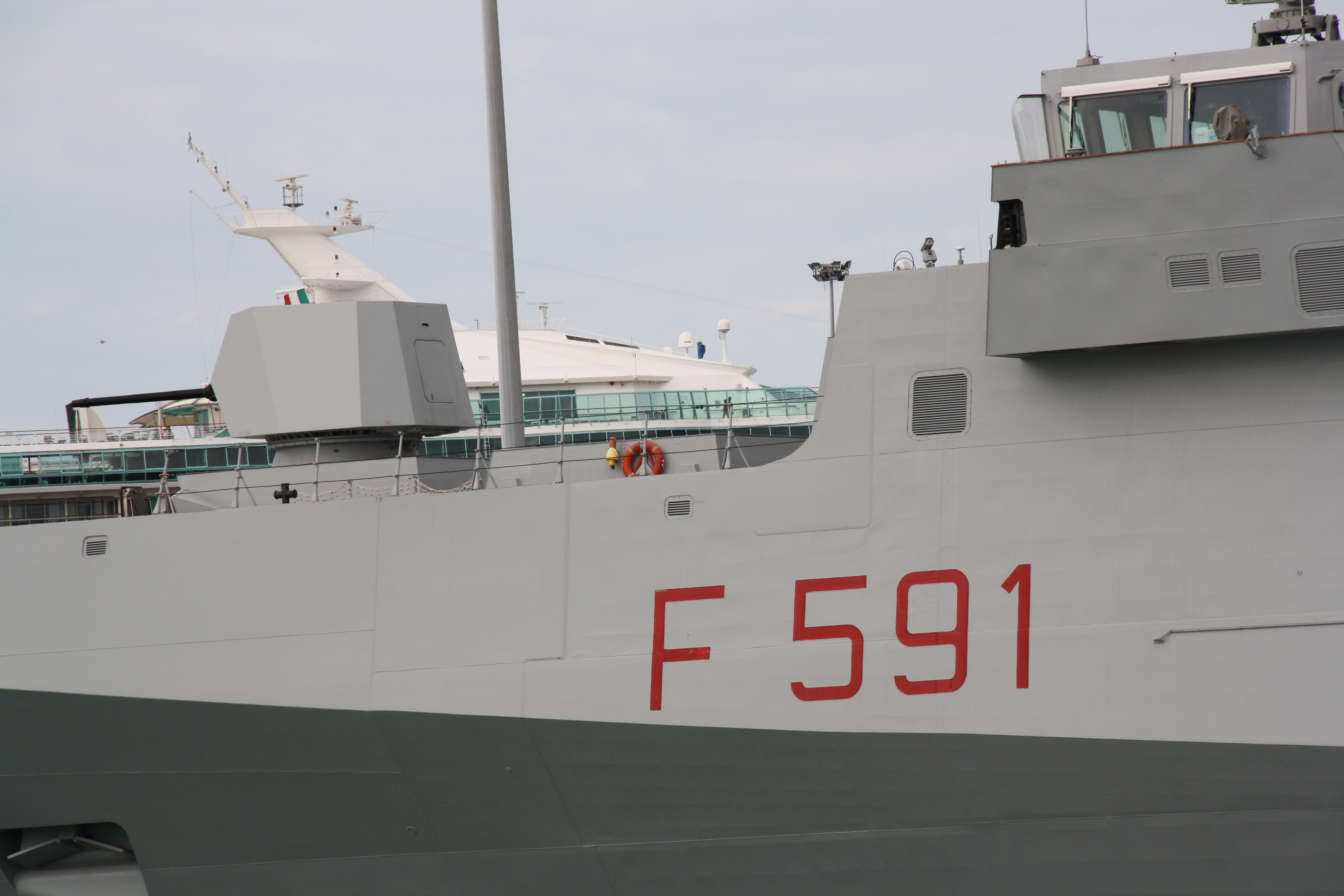
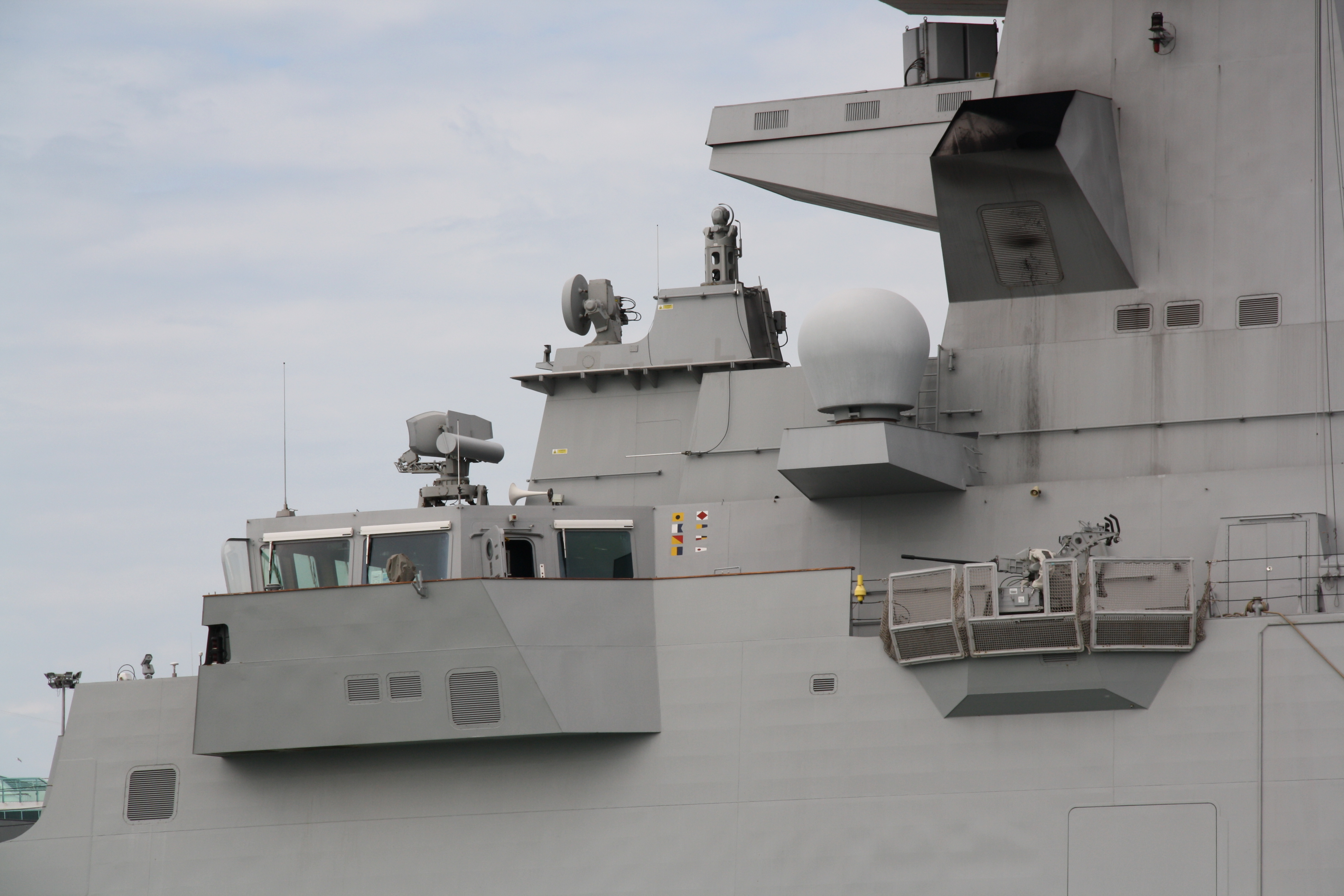
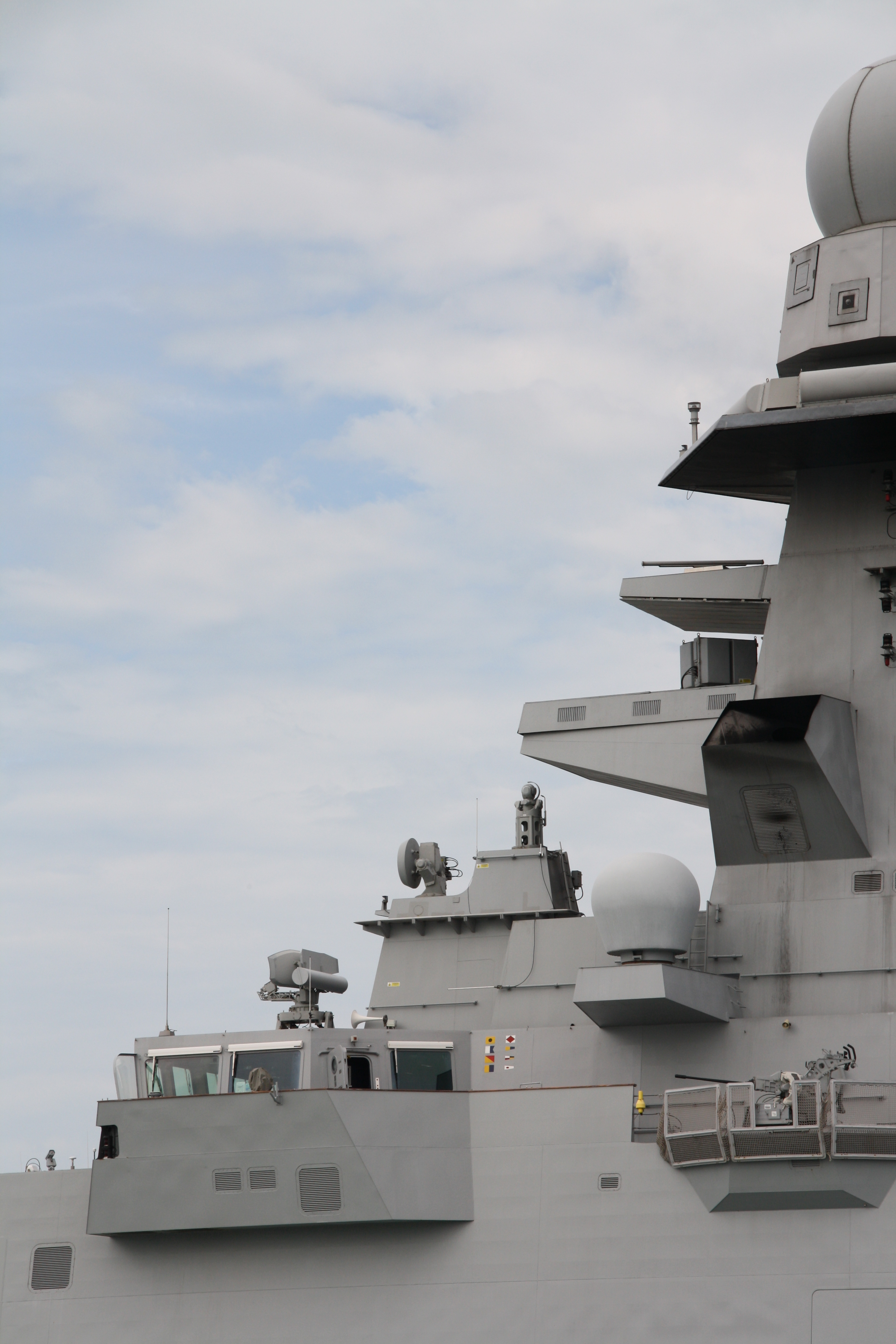
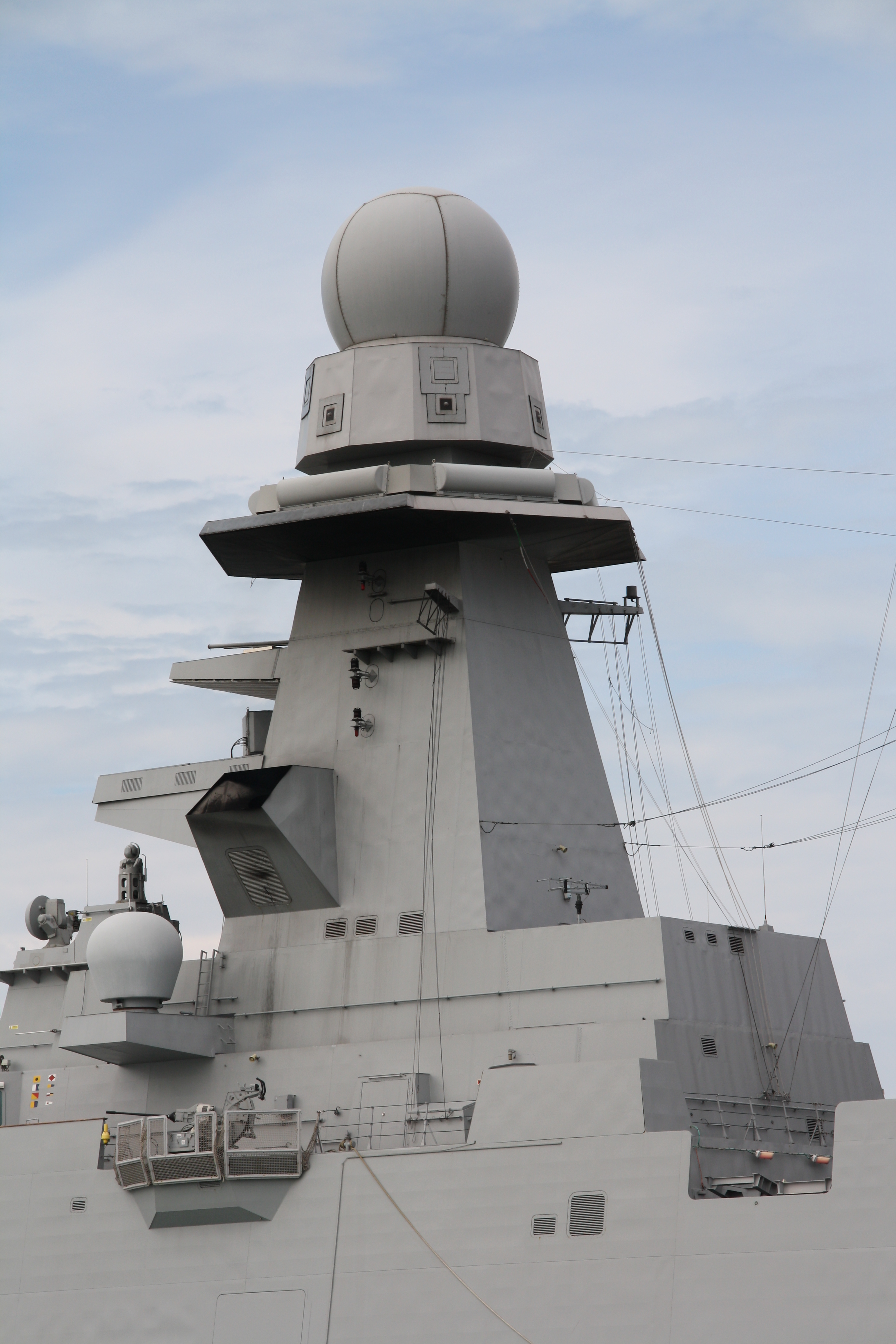
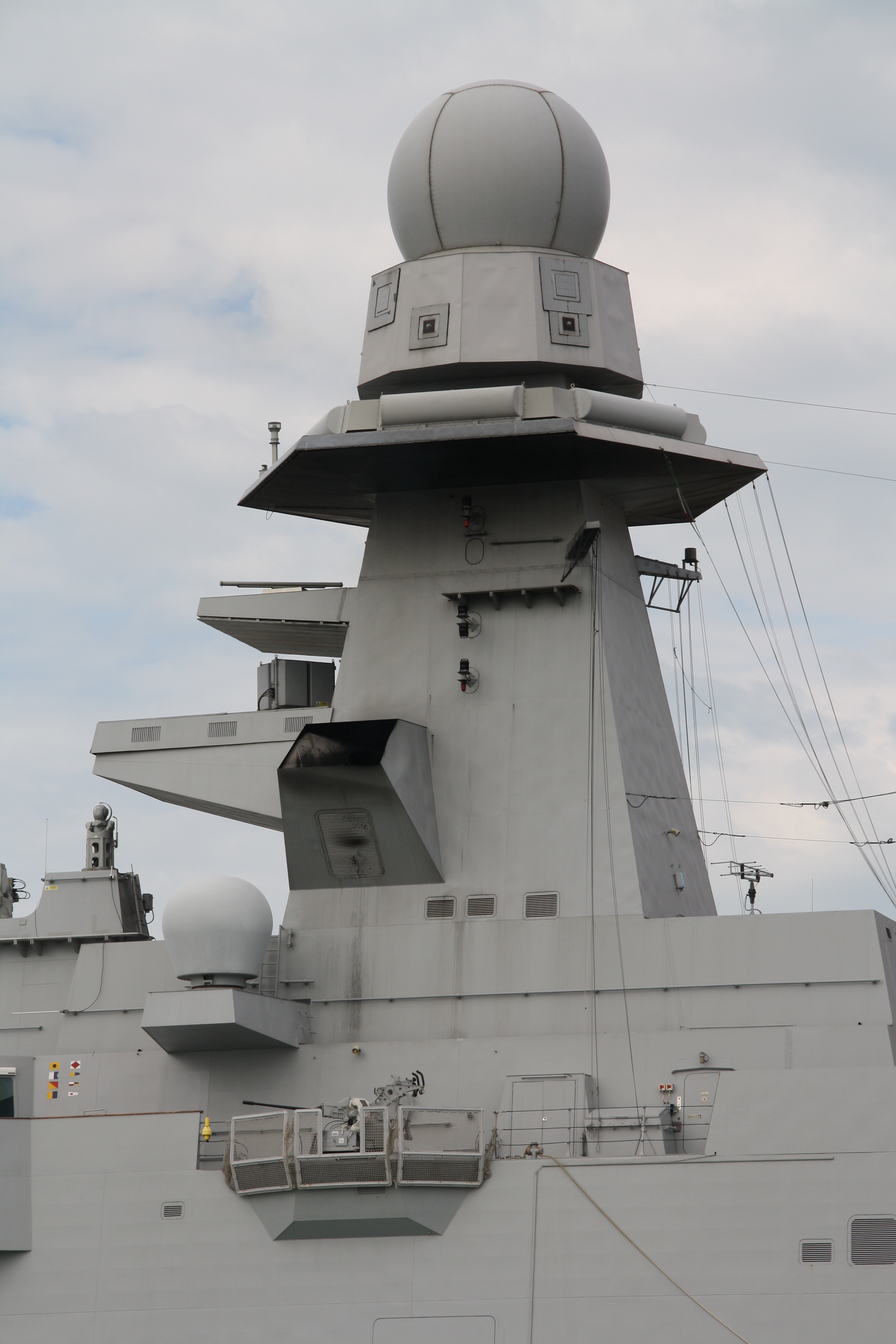
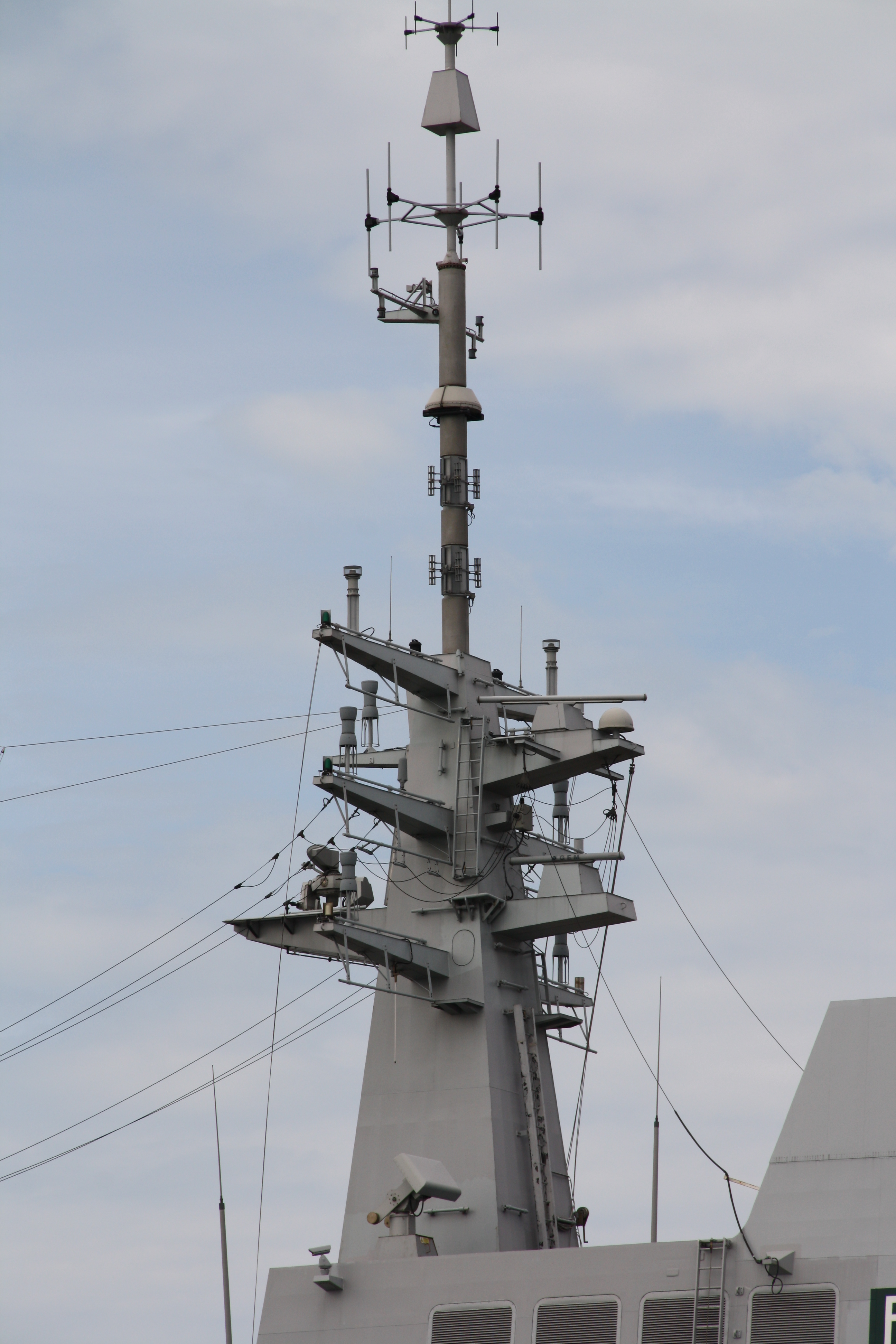
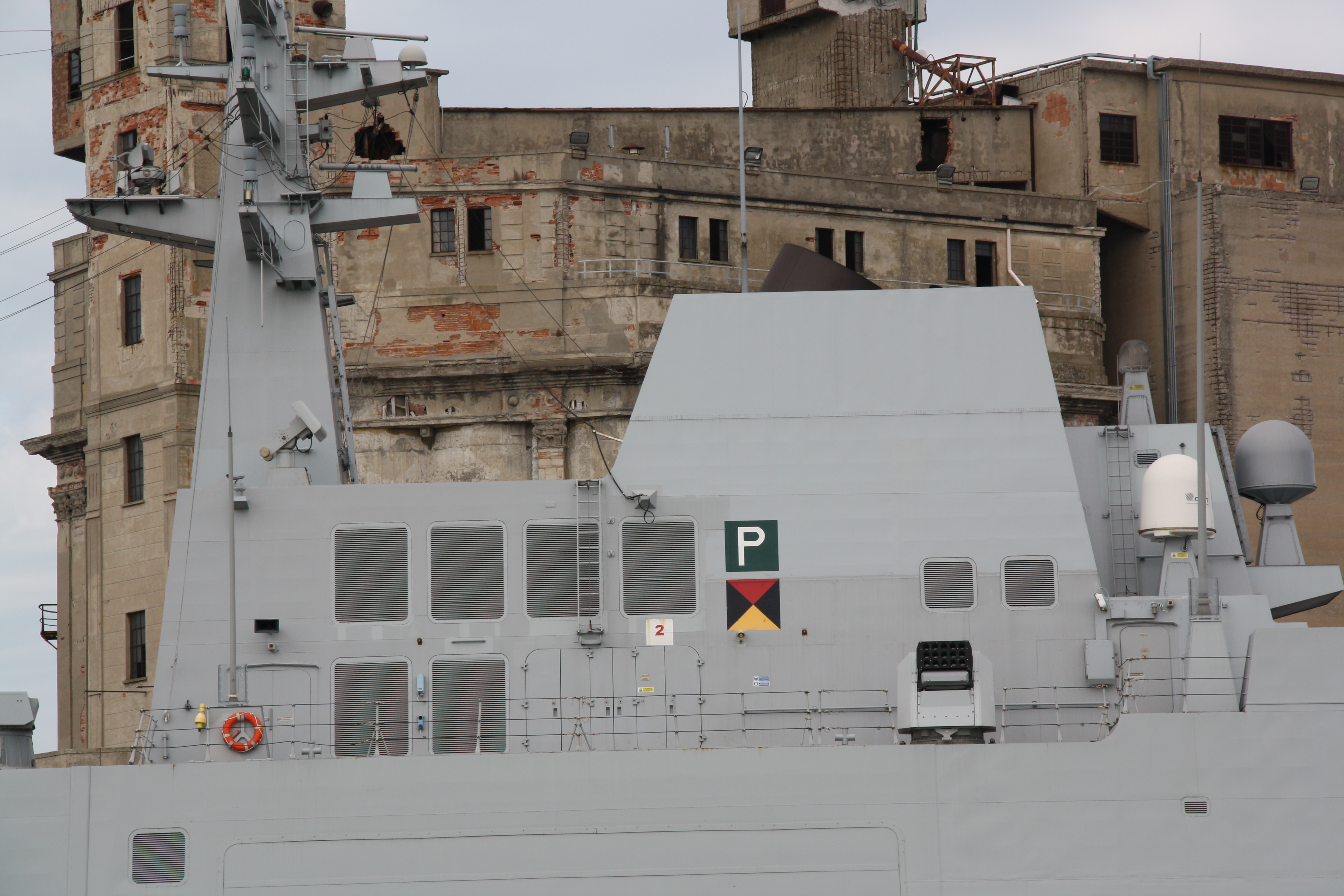
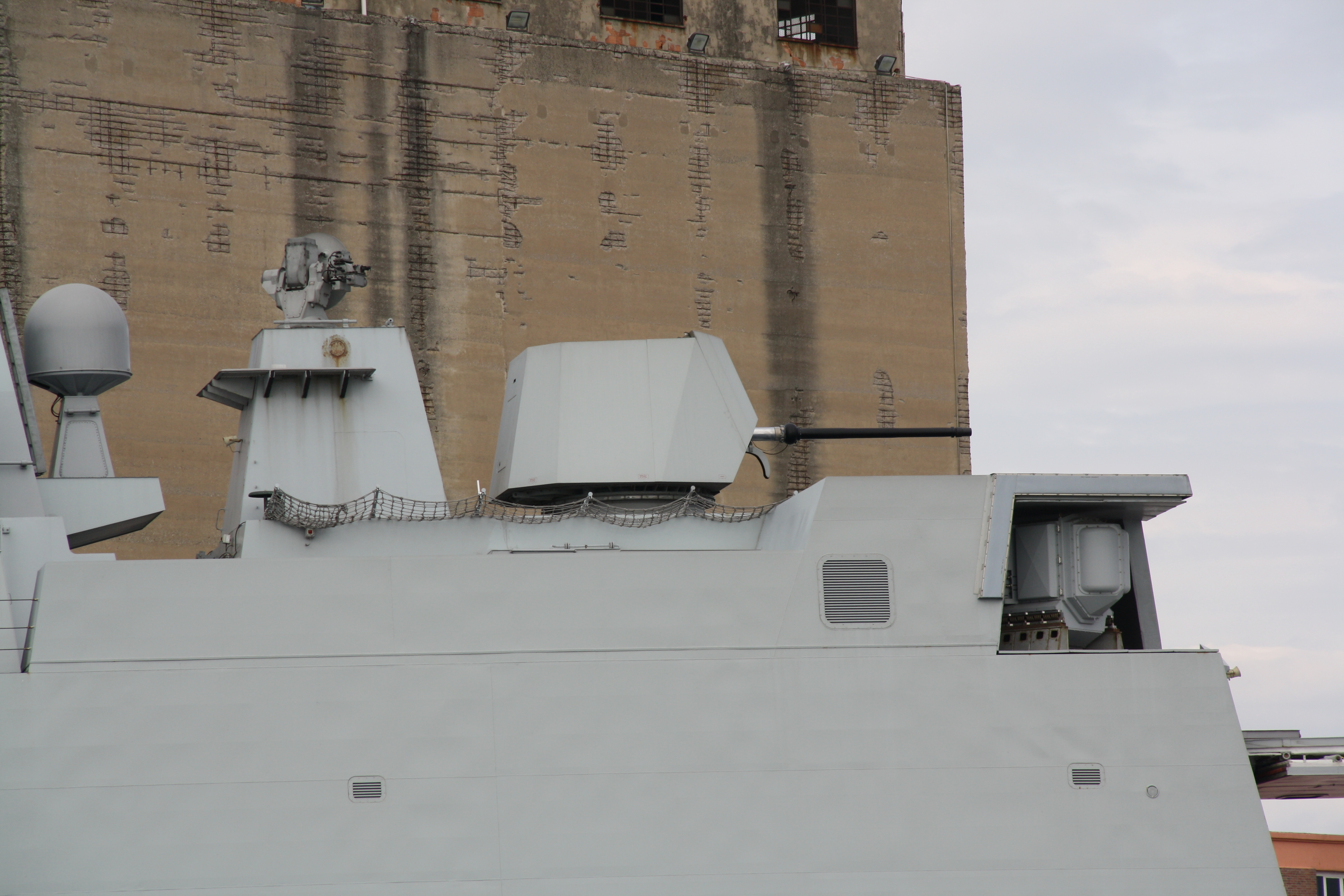
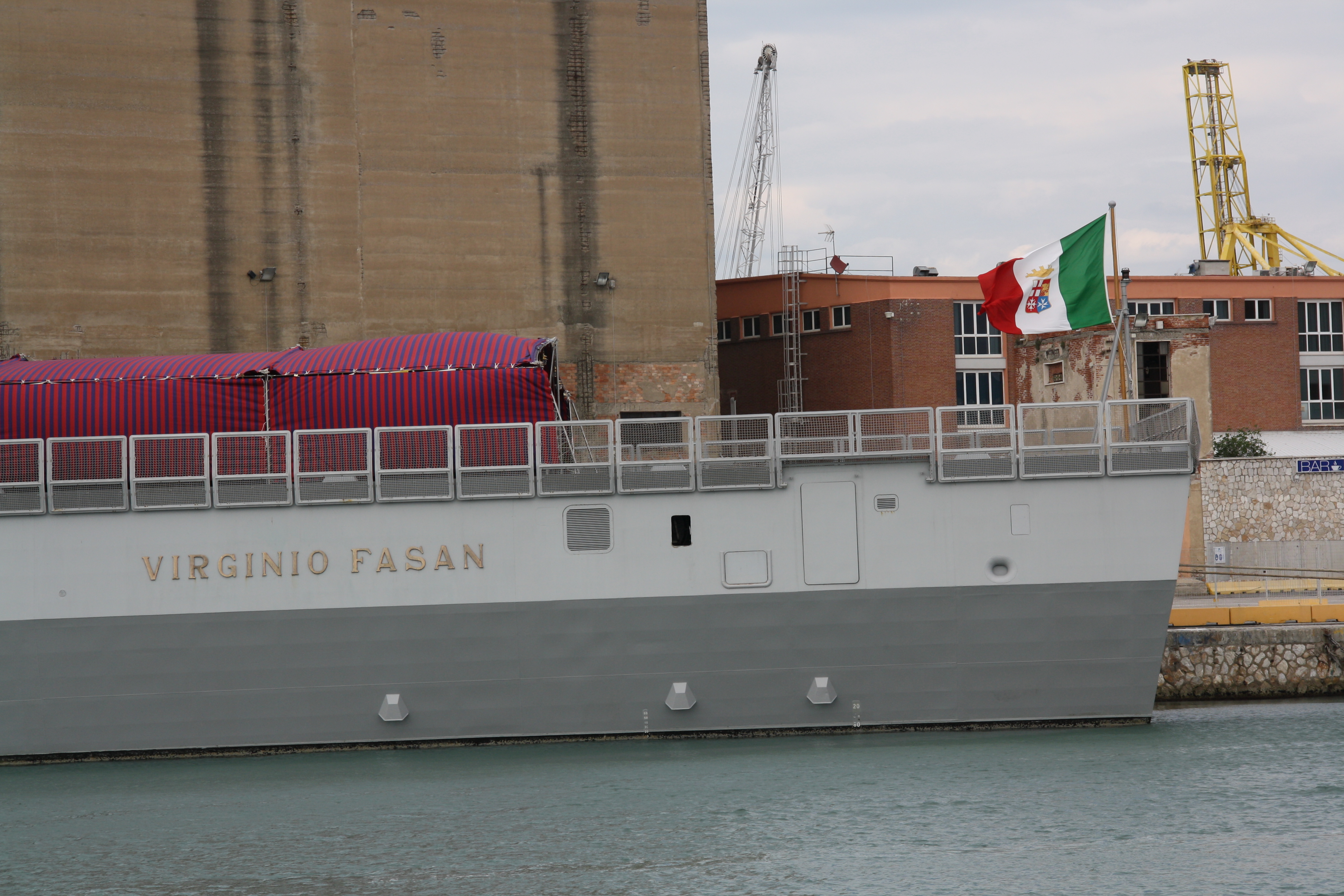
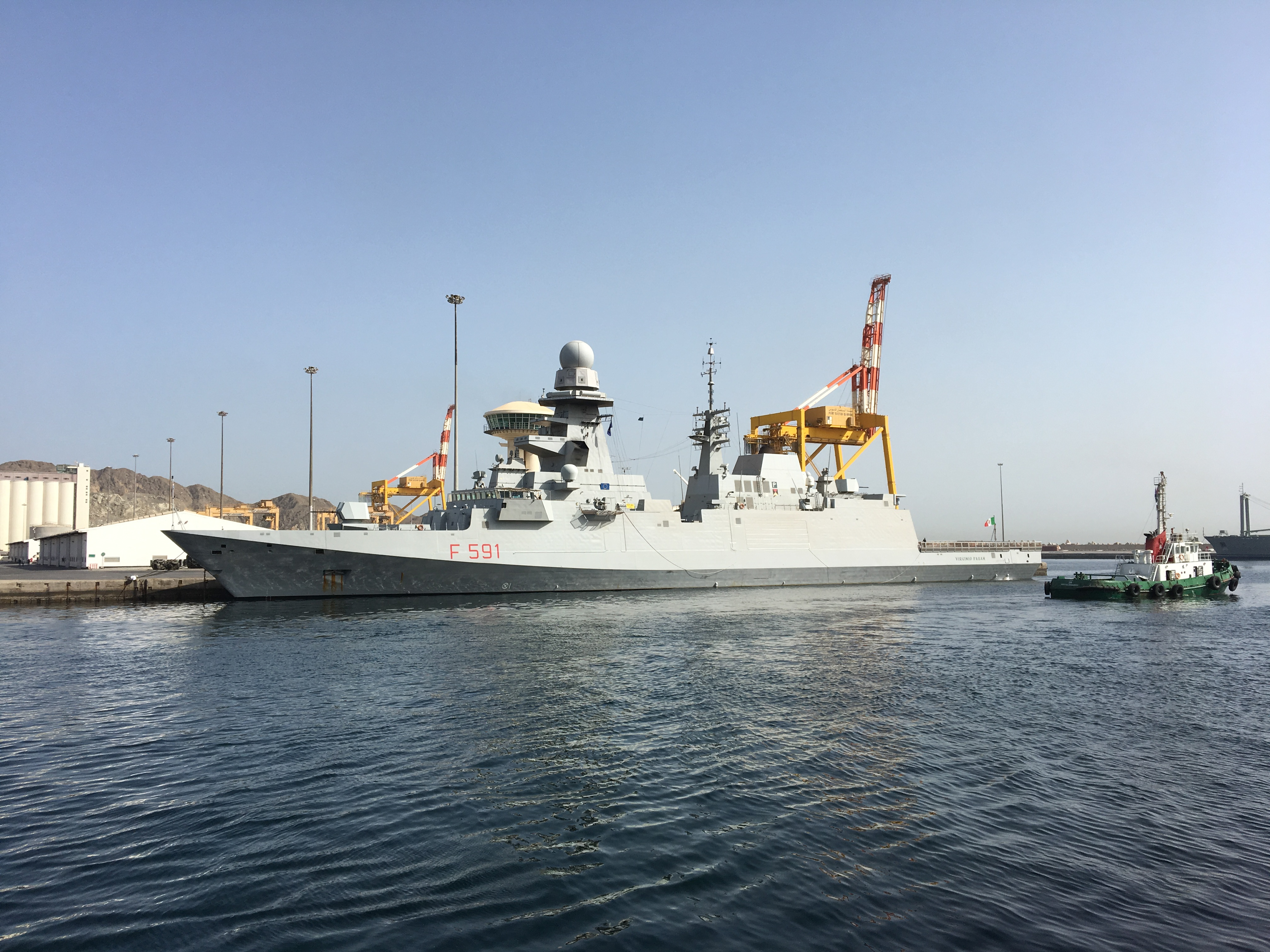

F591
F592
F593
F594

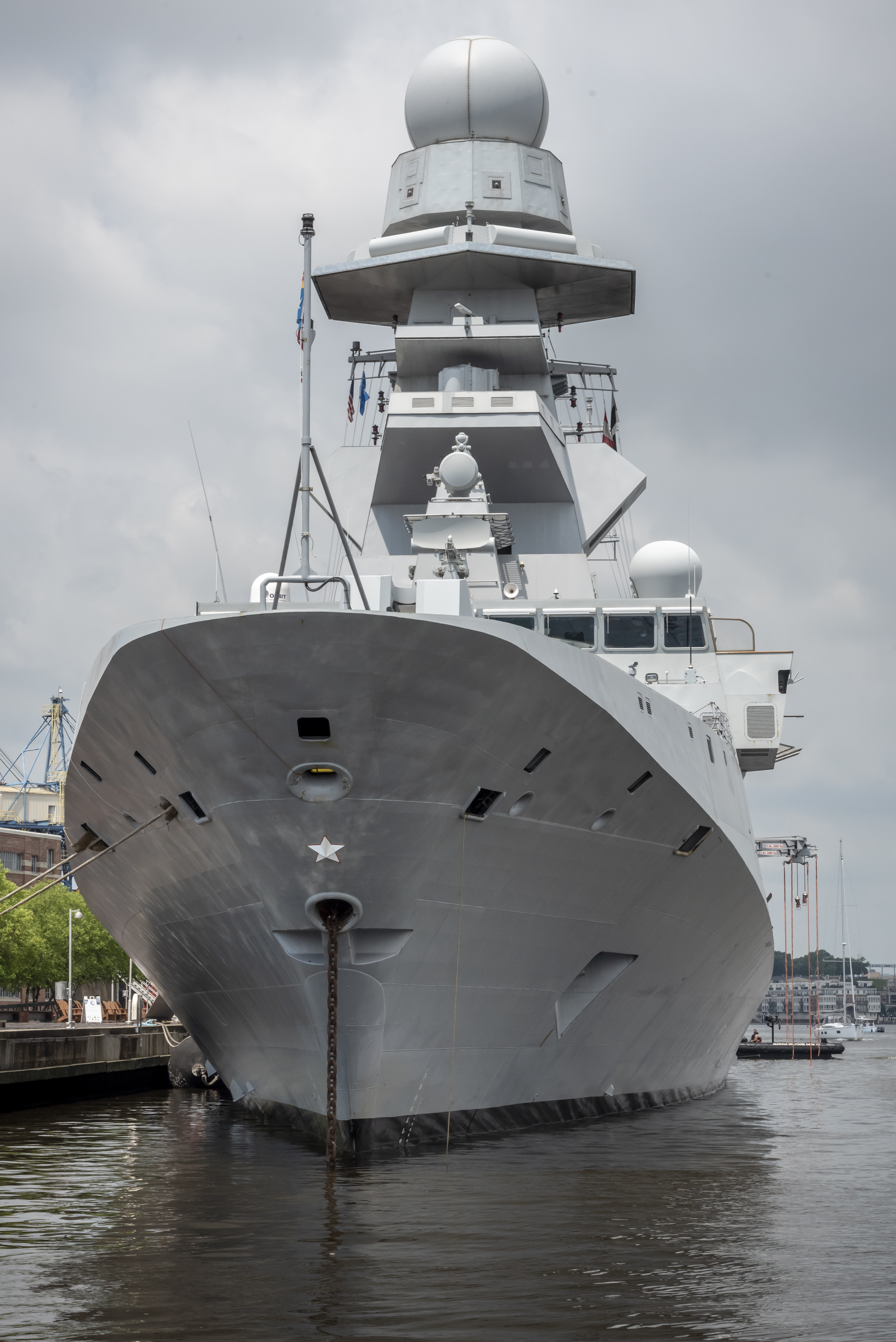
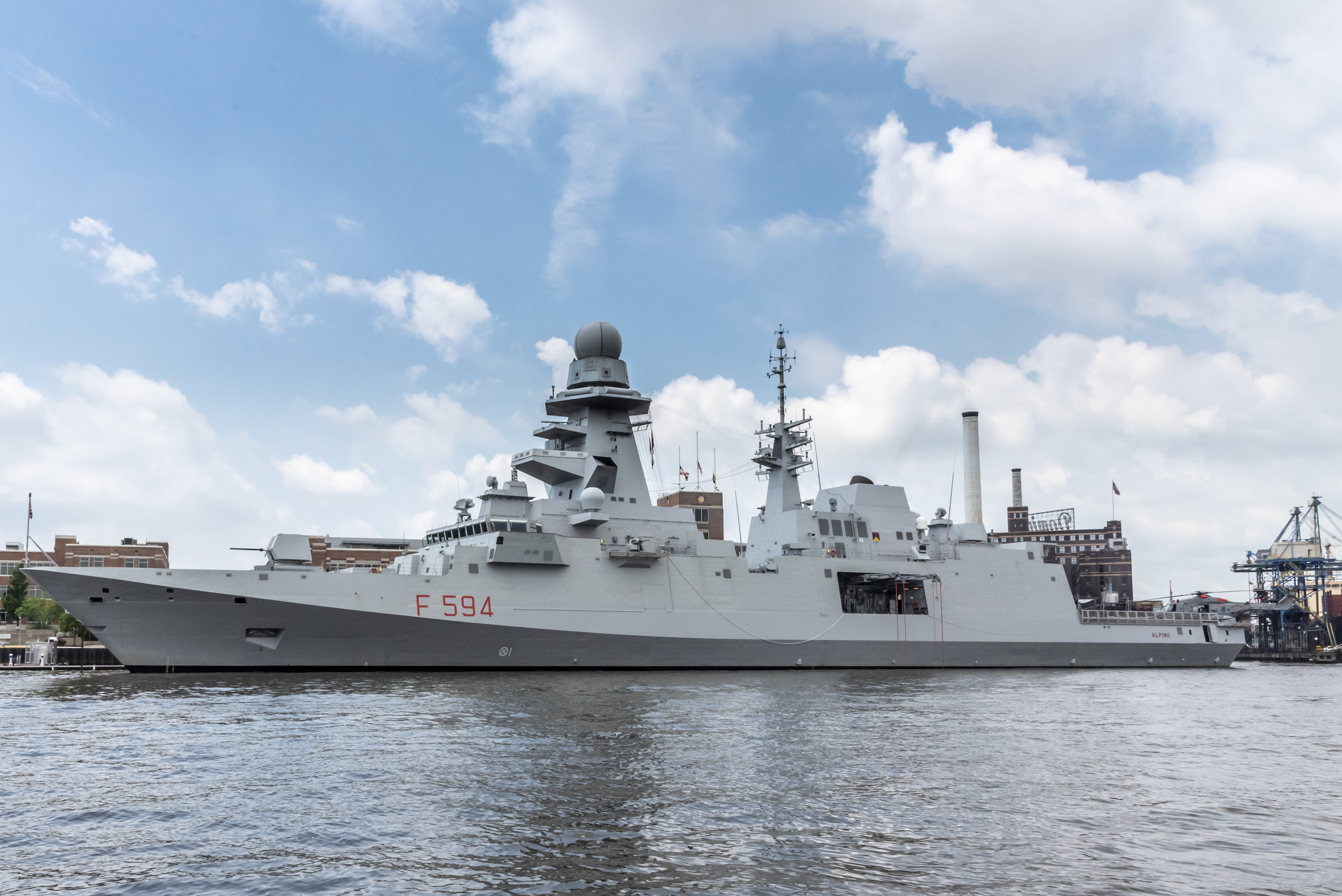
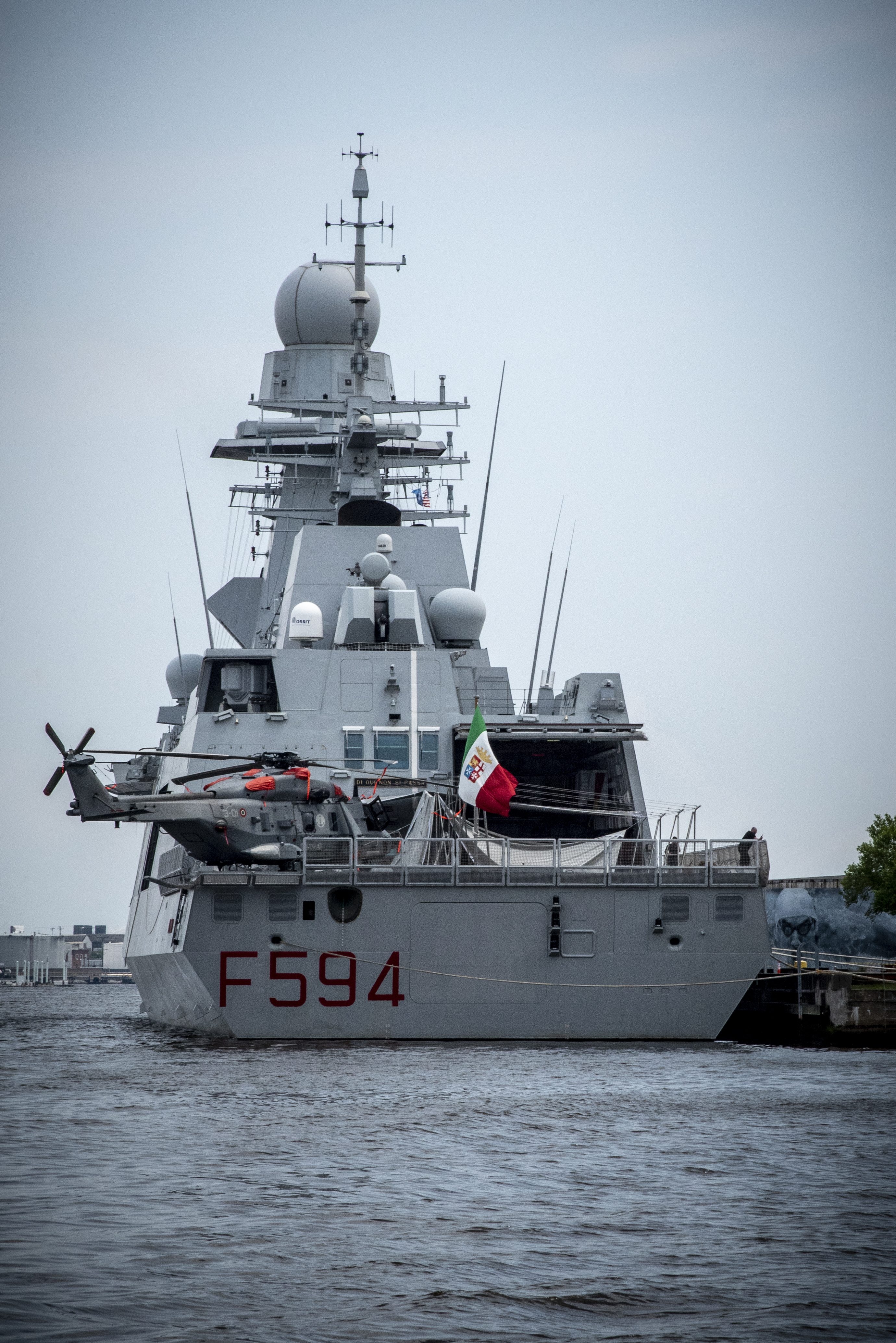
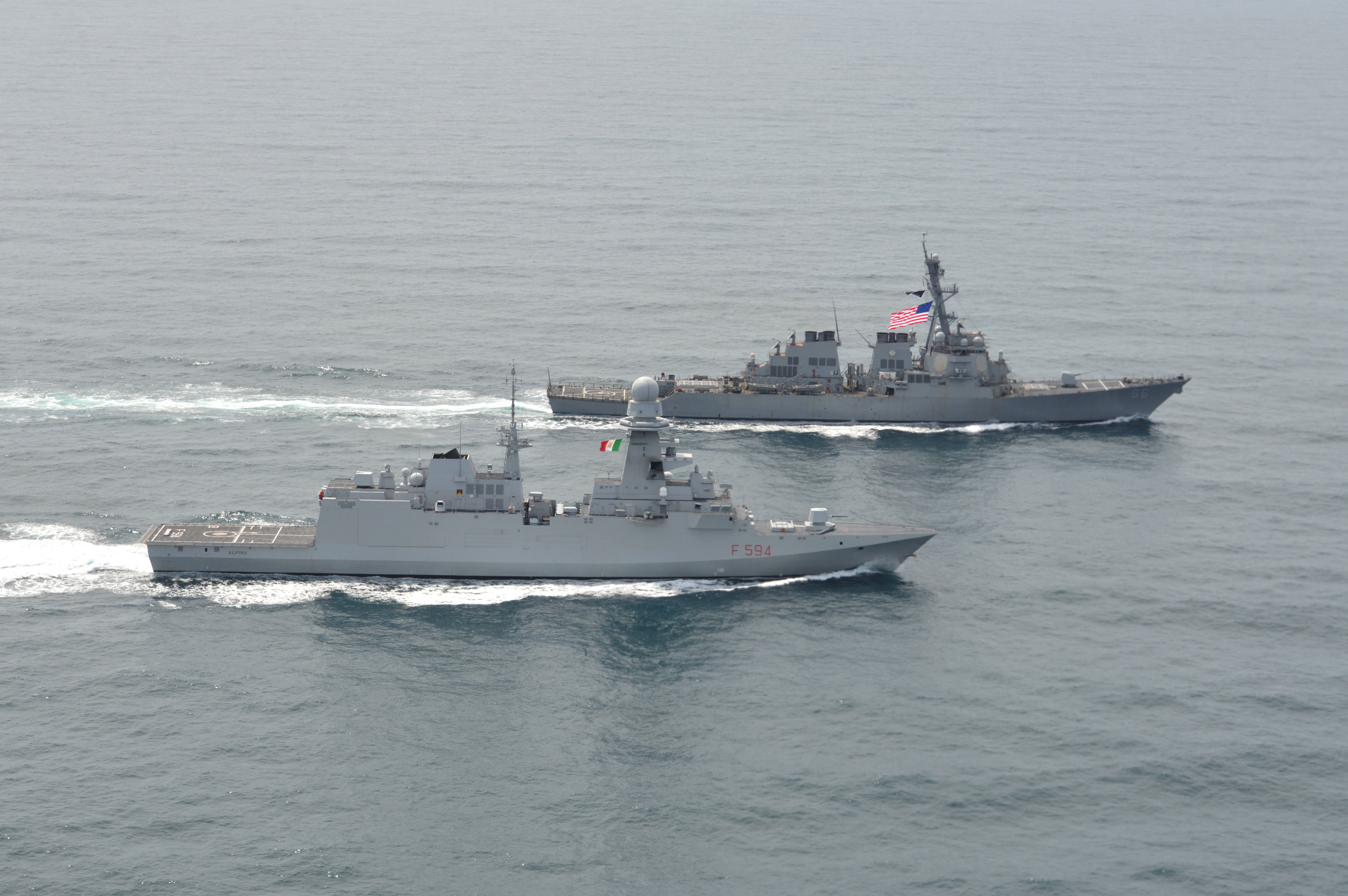
與伯克級驅逐艦岡薩雷斯號（圖上）

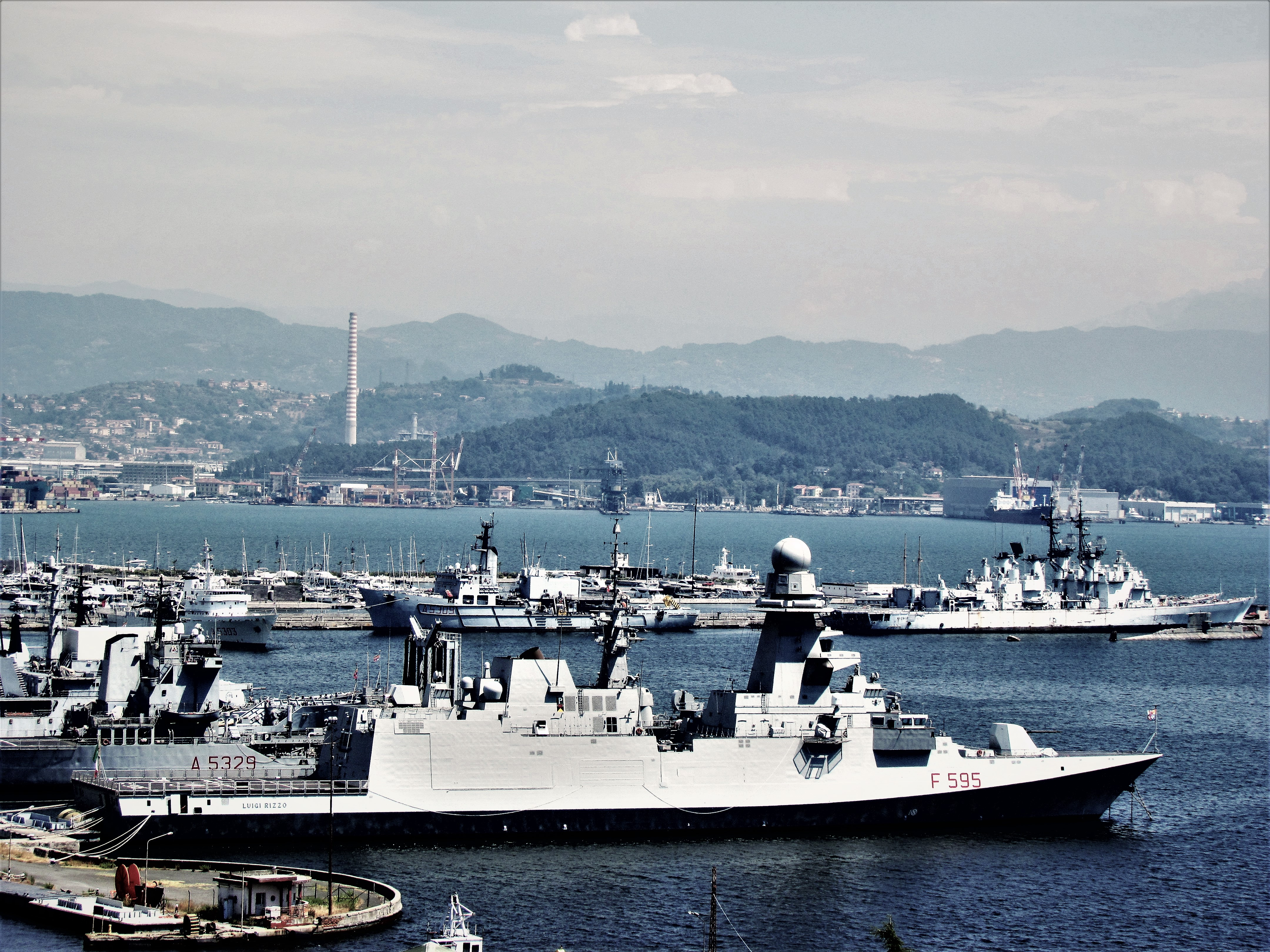
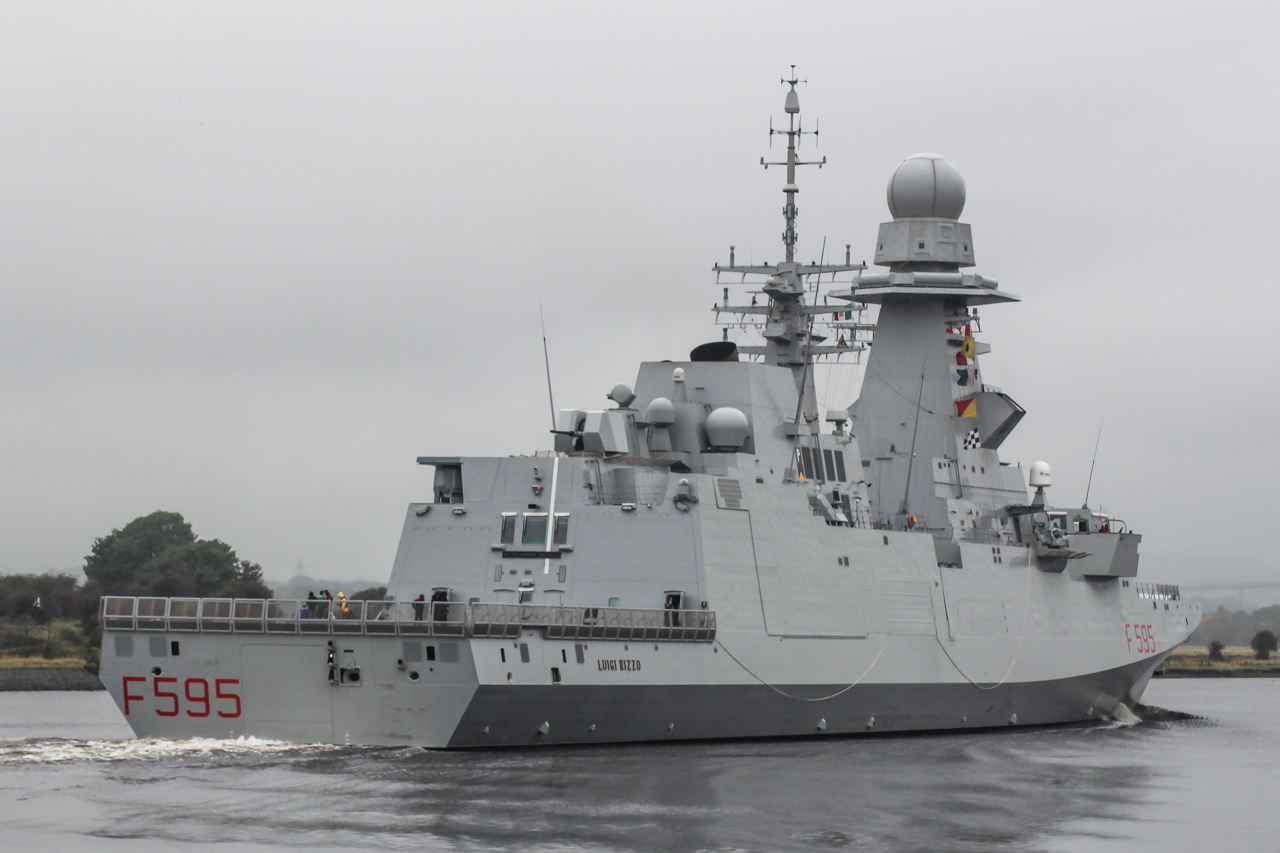
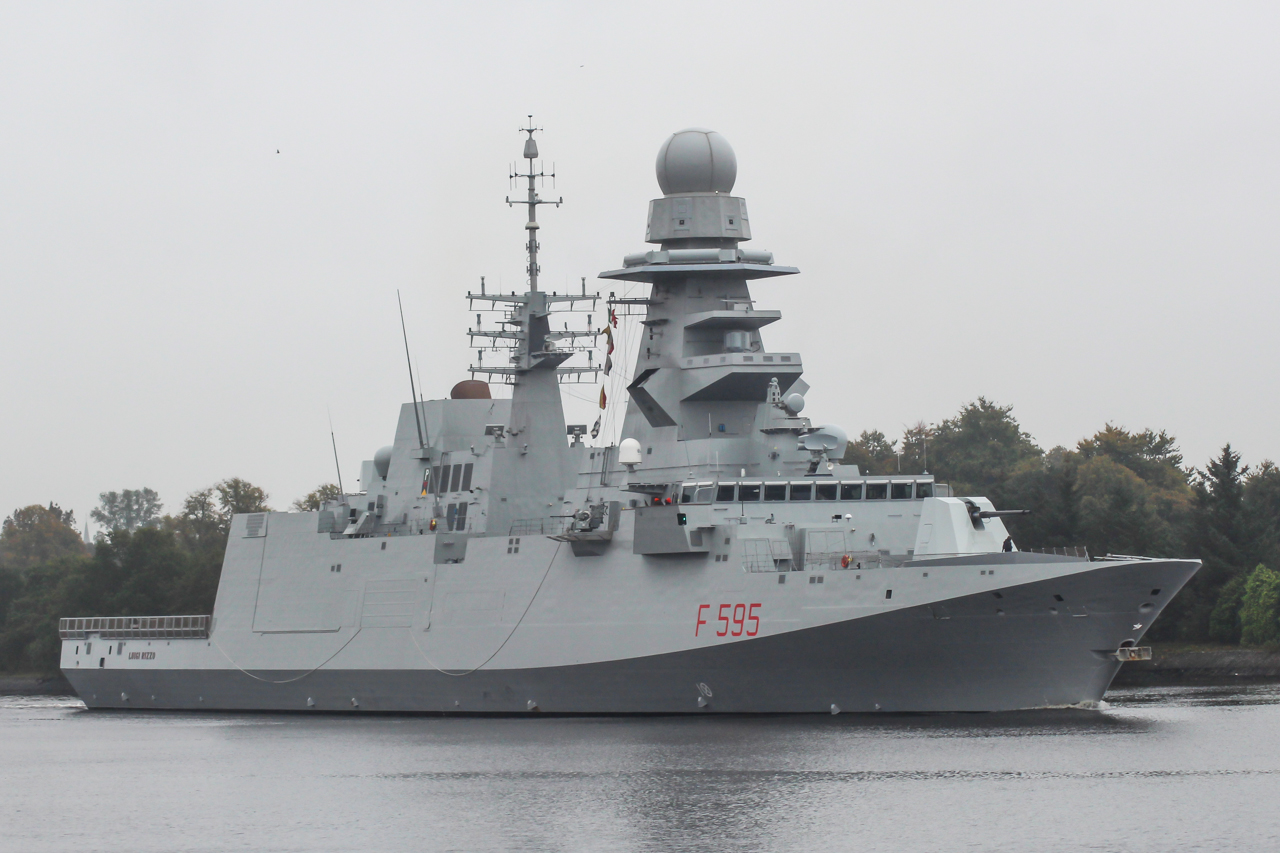
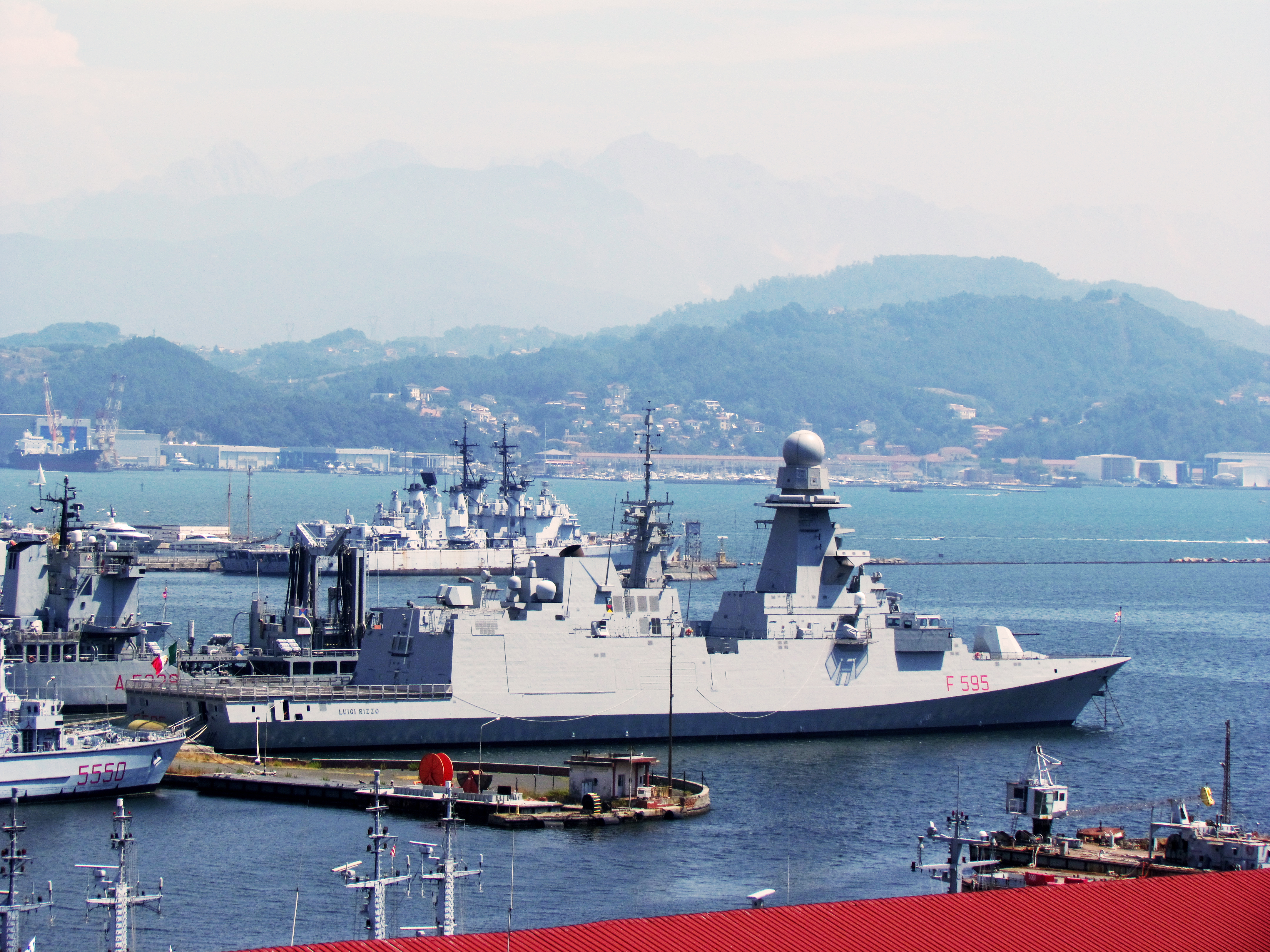
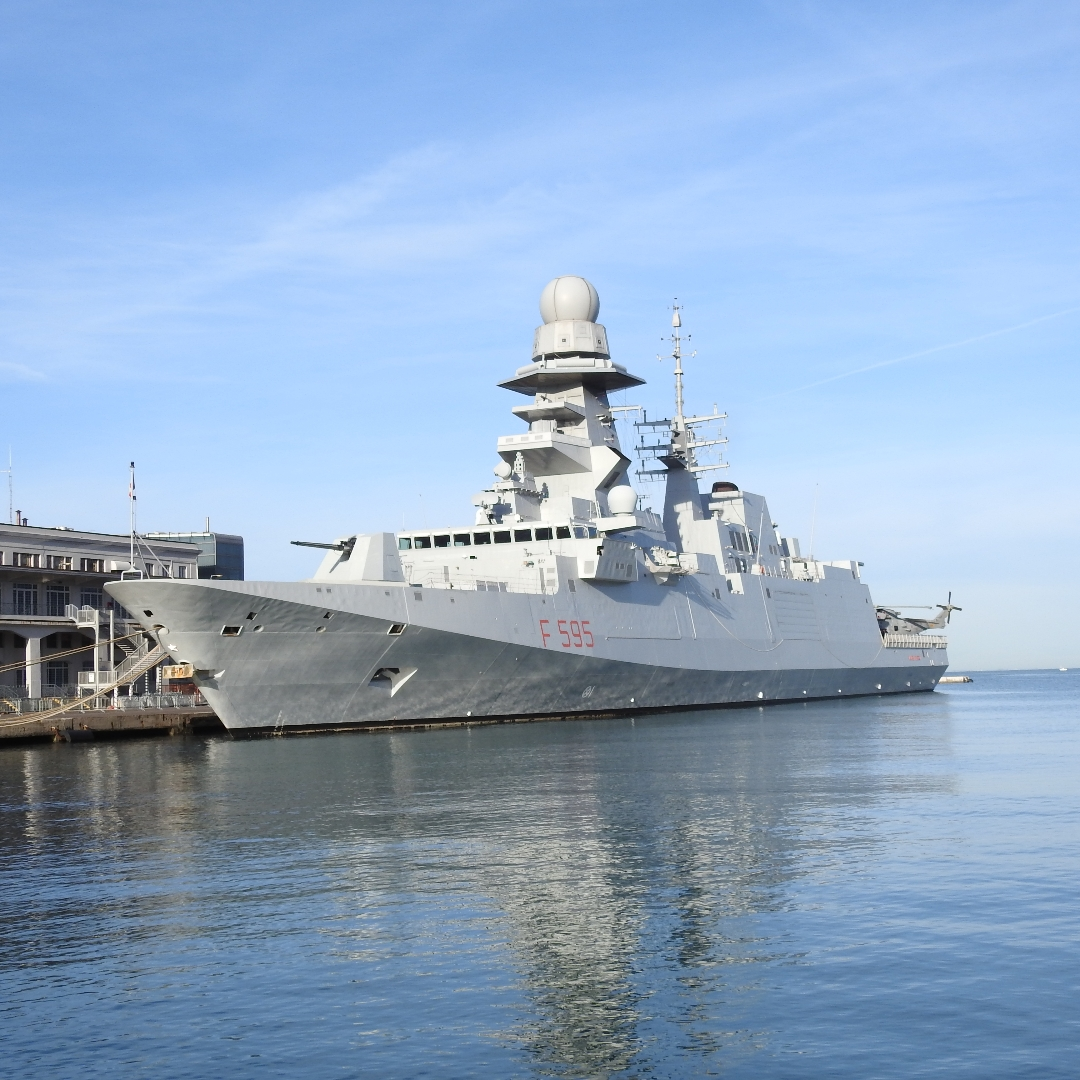

F595
F596
F597

### 相關
- 義大利軍事
- 義大利海軍
- 歐洲多用途巡防艦
- 阿基坦級巡防艦 法國（法國版本）
- 星座級巡防艦 美国（美國版本）

### 歐洲的類似巡防艦
- 伊萬·休特菲爾德級巡防艦 丹麦
- 薩克森級巡防艦 德国
- 七省級巡防艦 荷蘭
- 阿爾瓦羅·巴贊級巡防艦 西班牙
- 波尼法斯級巡防艦 西班牙
- 戈爾什科夫海軍元帥級巡防艦 俄羅斯

## 資料來源
1. ↑  . Ministero Della Difesa.   [24 October 2014]. （原始内容存档于2014-10-25） （意大利语）.
2. ↑  .   [2024-01-07]. （原始内容存档于2024-05-14）.
3. ↑  Megan Eckstein. . USNI News.   [2020-05-01]. （原始内容存档于2021-01-26）.
4. ↑  . 自由時報. 2020-10-04  [2020-10-04]. （原始内容存档于2020-10-07） （中文）.
5. ↑  . 乗りものニュース. 2023-11-22  [2023-12-04].
6. ↑  Gaiani, Gianandrea. . Analisi Difesa. 26 November 2012  [24 October 2014]. （原始内容存档于2013-01-22） （意大利语）.
7. ↑  . defense-aerospace.com. 4 June 2013  [2 May 2015]. （原始内容存档于2016-03-04）.
8. ↑  . Orizzonte Sistemi Navali. 19 December 2013  [24 October 2014]. （原始内容存档于2012-01-24）.
9. ↑  . defense-aerospace.com. 27 February 2014  [2 May 2015]. （原始内容存档于2016-01-10）.
10. ↑   (PDF) (新闻稿). Trieste: Fincantieri. 28 April 2015  [2 May 2015]. （原始内容存档 (PDF)于2016-03-04）.
11. ↑  . The Medi Telegraph. 5 June 2014  [24 October 2014]. （原始内容存档于2014-10-25） （意大利语）.
12. ↑  . Agenzia Giornalistica Globalpress. 25 February 2015  [30 April 2015]. （原始内容存档于2015年4月2日） （意大利语）.
13. ↑  .   [2019-04-26]. （原始内容存档于2016-03-04）.
14. ↑   (PDF).   [2024-01-07]. （原始内容存档 (PDF)于2023-11-29）.
15. ↑   (新闻稿). Trieste: Fincantieri. 25 January 2020  [25 January 2020]. （原始内容存档于30 January 2020）.
16. ↑  .   [2022-01-01]. （原始内容存档于2022-01-01）.

## 外部連結
- イタリア海軍（页面存档备份，存于）